# Pablo Picasso
Pablo Ruiz Picasso (Málaga, 25 de octubre de 1881-Mougins, Francia, 8 de abril de 1973) fue un pintor y escultor español, creador, junto con Georges Braque, del cubismo.
Es considerado desde la génesis del siglo XX como uno de los mayores pintores que participaron en los variados movimientos artísticos que se propagaron por el mundo y ejercieron una gran influencia en otros grandes artistas de su tiempo. Sus trabajos están presentes en museos y colecciones de todo el mundo. Además, abordó otros géneros como el dibujo, el grabado, la ilustración de libros, la escultura, la cerámica y el diseño de escenografía y vestuario para montajes teatrales. También tiene una breve obra literaria. 
En lo político, Picasso se declaraba pacifista y comunista. Fue miembro del Partido Comunista de España y del Partido Comunista Francés hasta su muerte, acaecida a los noventa y un años de edad. Está enterrado en el parque del Castillo De Vauvenargues, en el sur de Francia.
El 8 de abril de 1973 murió debido a un edema pulmonar en su casa de Mougins, Francia. Las autoridades locales no permitieron que fuese enterrado en la mansión y su esposa Jacqueline decidió enterrarlo en el Castillo De Vauvenargues, también propiedad de Picasso, donde ella también sería enterrada años más tarde.

## Infancia

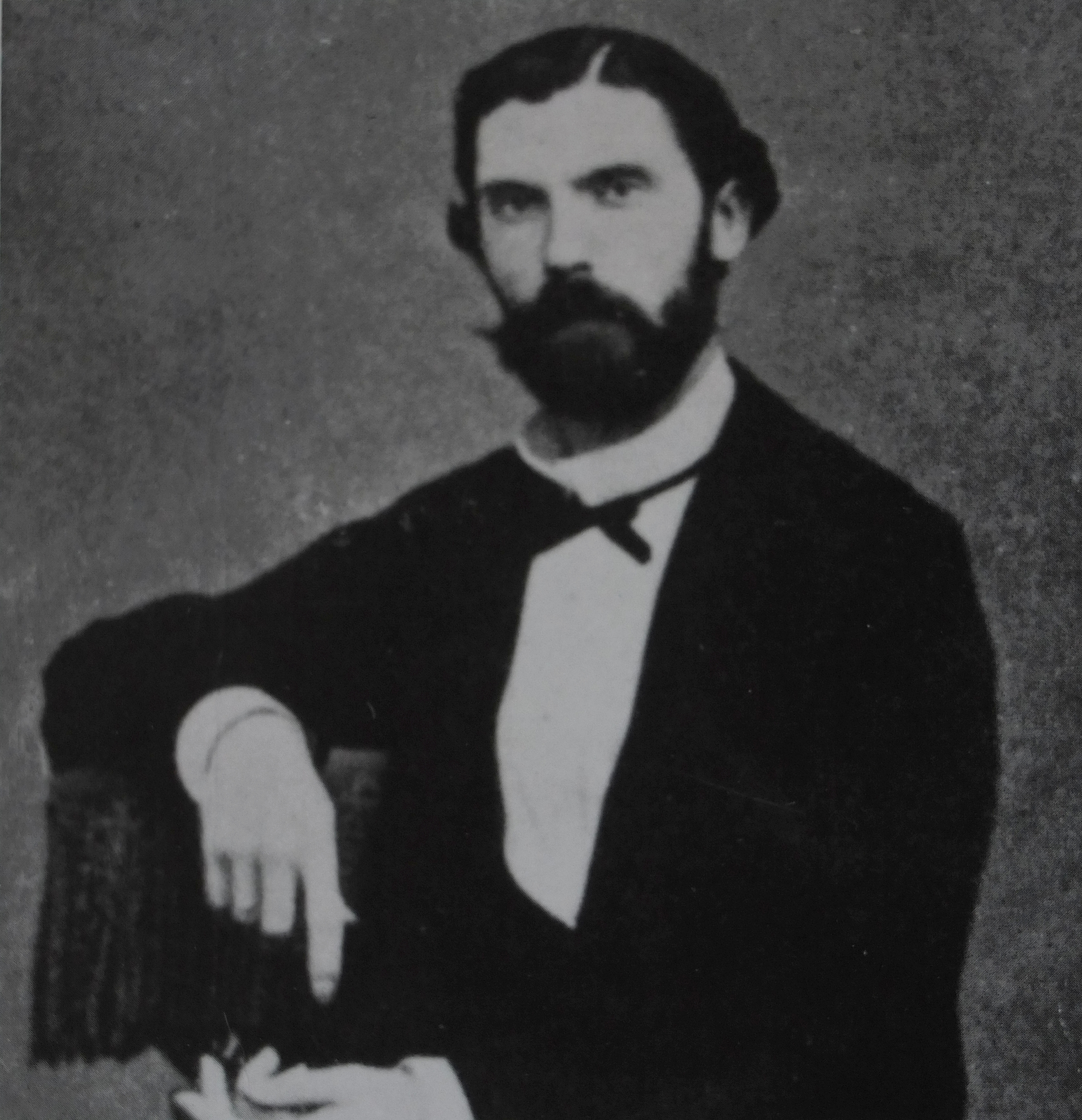
El padre de Pablo, José Ruiz y Blasco, en 1870.

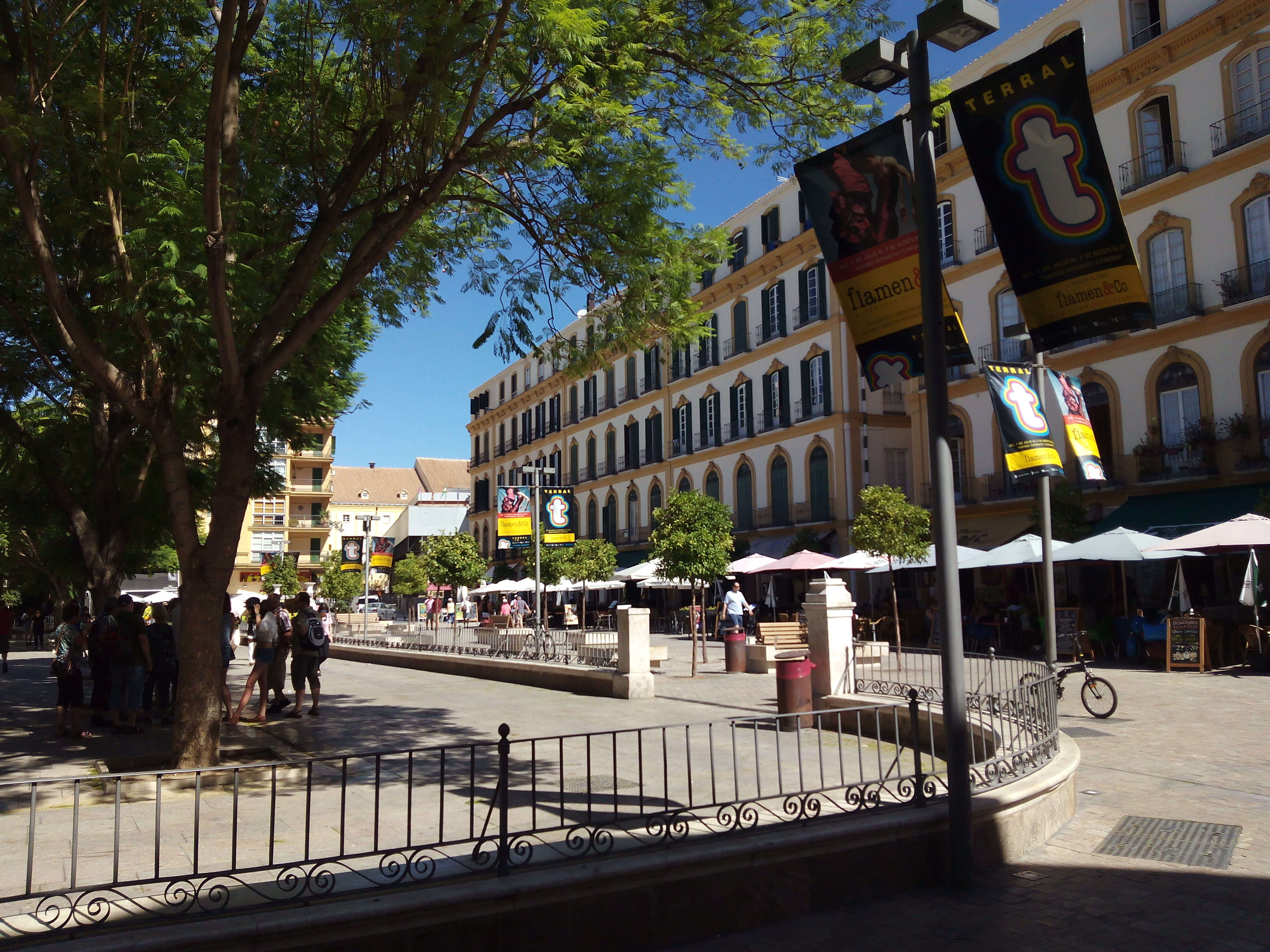
Vista del norte de la plaza de la Merced de Málaga. En el número 15 de este edificio, ubicado en el número 36 de la Plaza de la Merced de Málaga, nació Pablo Ruiz Picasso, justo donde hoy se encuentra ubicada la Fundación Picasso Museo Casa Natal.

Pablo Diego José Francisco de Paula Juan Nepomuceno Cipriano de la Santísima Trinidad Ruiz Picasso (según su certificado de nacimiento) o Pablo Diego José Francisco de Paula Juan Nepomuceno María de los Remedios Crispiniano de la Santísima Trinidad Ruiz y Picasso (según su partida de bautismo), fue el primer hijo de José Ruiz y Blasco y María Picasso López. Nació el 25 de octubre de 1881 en Málaga (España), en el seno de una familia burguesa. Picasso tuvo dos hermanas, Dolores (1884-1958) y Concepción (1887-1895). Su bisabuelo materno, Tommaso Picasso (nacido en 1787), era originario de la localidad de Sori en Génova, Italia, y se trasladó a España alrededor del 1807.
De su padre se sabe que quiso ser artista y fue profesor de dibujo en la Real Academia de Bellas Artes de San Telmo. De la madre se conoce poco; al parecer era de una personalidad más fuerte que la de su marido, y Picasso tuvo siempre hacia ella mayor respeto y ternura, lo que algunos creen ver en el retrato que le dibujó en 1923.
Pablo empezó a pintar desde temprana edad; a los ocho años, tras una corrida de toros y bajo la dirección de su padre pintó El picador amarillo (1889), primera pintura al óleo de la que siempre se negó a separarse.

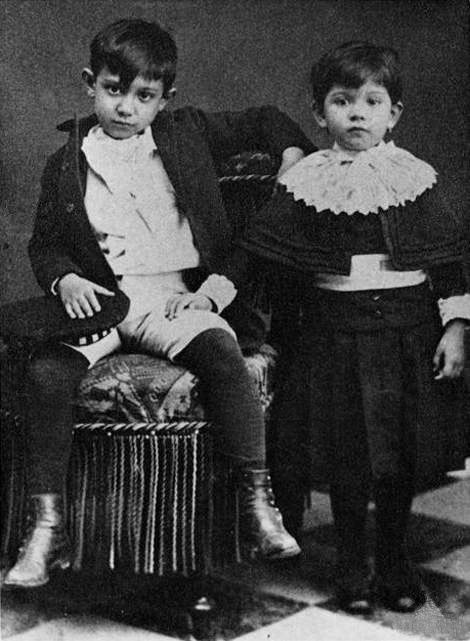
Pablo Picasso y su hermana Lola en 1889.

En 1891, la familia se vio obligada a abandonar Málaga, debido a la poca estabilidad económica de la que disfrutaba. José Ruiz Blasco, tras su cese como conservador del Museo de Bellas Artes de Málaga en 1888, había comenzado a pedir reiteradamente el traslado a la ciudad de La Coruña, donde se había creado una plaza de profesor en la Escuela de Bellas Artes. El cambio no fue para nada agradable para su familia, como queda plasmado en la expresión que Picasso recordaba de su padre en esta etapa: «Ni Málaga, ni toros, ni amigos, ni nada de nada».«Solamente para mí fue una fiesta el traslado a Galicia.» En Galicia, Pablo trabajó en sus dibujos y mostró una fuerte confianza en sí y en sus dotes; tenía diez años. Sus primeros trabajos, de un realismo vigoroso y casi feroz, mostraban una temprana predilección por los personajes populares. En La Coruña hizo su primera exposición con trece años y publicó caricaturas y dibujos en las revistas autoeditadas a mano "La Coruña", "Azul y Blanco" y "Torre de Hércules".
El de 1895 fue un año de sucesos importantes en su infancia. En enero falleció su hermana Concepción, y en septiembre su padre obtuvo una cátedra en la Escuela de Bellas Artes de Barcelona. Allí el joven Pablo fue admitido como alumno y cursó estudios durante dos años, lo que lo condujo a pintar, quizás por complacer a su padre, una serie de cuadros en los que el academicismo sentimental del estilo sorprendía tras la vitalidad de los retratos que había realizado en La Coruña.
Estudiante brillante y precoz, Picasso superó en un solo día, a la edad de catorce años, el examen de ingreso en la Escuela de la Lonja, y se le permitió saltarse las dos primeras clases. De acuerdo con una de las muchas leyendas sobre el artista, su padre, tras reconocer el extraordinario talento de su hijo al contemplar sus primeros trabajos infantiles, le entregó sus pinceles y su paleta y prometió no volver a pintar en su vida.

A diferencia de la música, no hay niños prodigios en la pintura. Lo que la gente percibe como genio prematuro es el genio de la infancia. No desaparece gradualmente a medida que envejece. Es posible que ese niño se convierta en un verdadero pintor un día, quizás incluso un gran pintor. Pero tendría que empezar desde el principio. Por lo tanto, por lo que a mí respecta, yo no era un genio. Mis primeros dibujos nunca se han mostrado en una exposición de dibujos infantiles. Me faltaba la torpeza de un niño, su ingenuidad. He hecho dibujos académicos a la edad de siete años, con una precisión de la que me asusto.
Picasso

### Primeras pinturas

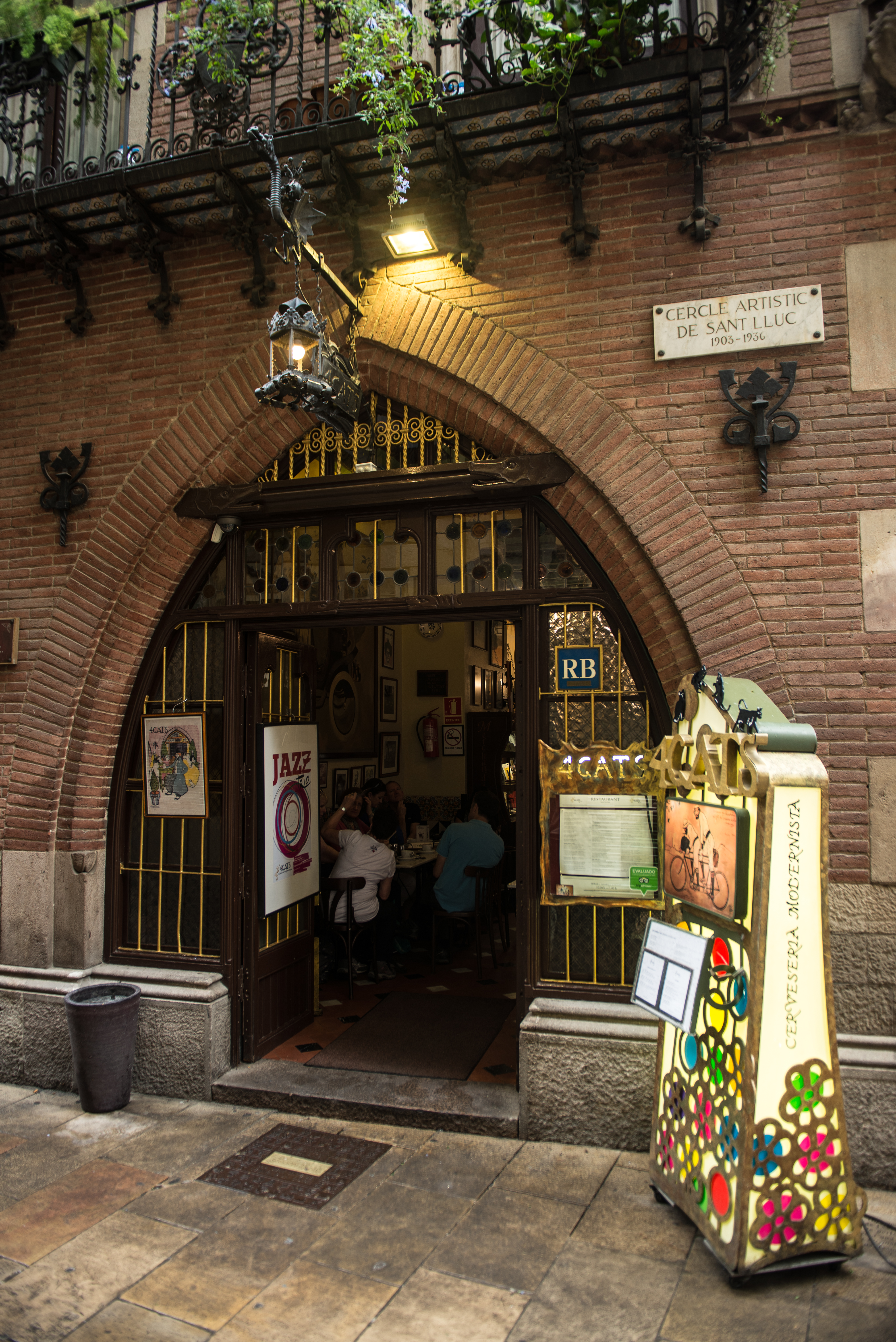
Entrada al café Els Quatre Gats.

En el invierno de 1895 realizó su primer gran lienzo académico, La primera comunión (Museo Picasso, Barcelona), en Barcelona, ciudad en la que residió unos nueve años, salvo algunas vacaciones de verano y estancias más o menos largas en Madrid y París. En 1897 presentó el lienzo Ciencia y caridad (Museo Picasso, Barcelona) en la Exposición General de Bellas Artes de Madrid. Durante el verano pasó, una vez más, sus vacaciones en Málaga, donde pintó paisajes y corridas de toros.
En septiembre, marchó a Madrid para iniciar estudios en la Academia de San Fernando, pero pronto abandonó la Academia: no le convencía la atmósfera intelectual de la capital, impermeable al modernismo catalán que Picasso intentaba introducir (fundó una pequeña revista en 1901, Arte Joven, que tuvo una existencia bastante breve). No obstante, aprovechó sus frecuentes visitas al Museo del Prado para conocer mejor la obra del Greco, que era vindicada por artistas y estudiosos de finales del siglo XIX.
Desde 1898 firmó sus obras como «Pablo Ruiz Picasso», luego como «Pablo R. Picasso», y desde 1901 solo como «Picasso» . El cambio no parece implicar un rechazo de la figura paterna; antes bien obedecía al deseo de Picasso de distinguirse como personaje, iniciado por sus amigos catalanes, que tomaron la costumbre de llamarlo por el apellido materno, mucho menos corriente que el Ruiz paterno.

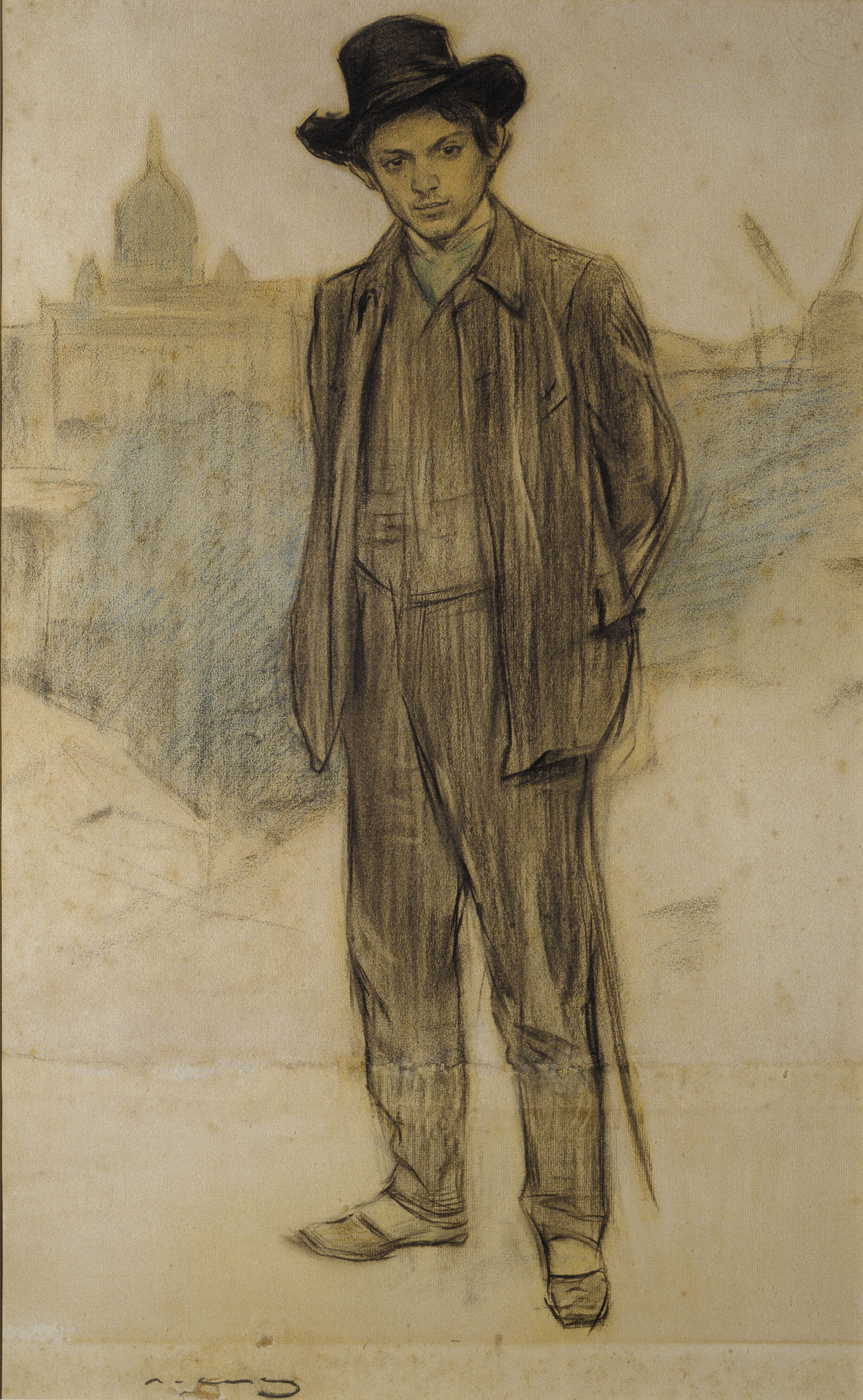
Ramón Casas: Pablo Picasso, 1900, Museo Nacional de Arte de Cataluña.

Volvió a Barcelona en junio de 1898, enfermo de escarlatina y se trasladó a Horta de Ebro (actual Horta de San Juan), el pueblo de su amigo Manuel Pallarés, situado al sur del Ebro cerca de la ciudad de Gandesa (Tierra Alta, Tarragona). En esta estancia, Picasso se reencontró con las raíces primordiales del país y con un cierto retorno a la naturaleza, más en consonancia con el ideario modernista, lo que constituyó uno de los primeros episodios «primitivistas» de su carrera.
Abandonado el propósito de vivir en Madrid para dedicarse a copiar a los grandes maestros, en febrero de 1899 estaba de vuelta en Barcelona, donde comenzó a frecuentar la cervecería Els Quatre Gats, insignia de la bohemia modernista y lugar en el que realizó su primera exposición individual e hizo amistad con Jaime Sabartés y Carlos Casagemas. En este ambiente Picasso entró en contacto con el pensamiento anarquista, implantado en Barcelona. La miseria reinante en los barrios bajos de Barcelona, los soldados enfermos y heridos que volvían a España tras la desastrosa guerra de Cuba (1895-1898), crearon un caldo de cultivo de violencia social que marcó, a un nivel individual y moral más que puramente político, la sensibilidad de Picasso, y que pueden ser apreciados en ciertos dibujos realizados entre 1897 y 1901: El prisionero, Un miting anarquista.
En octubre de 1900 visitó París con Casagemas para asistir a la Exposición Universal, donde se exhibía una obra suya, Últimos momentos, actualmente desaparecida. En París se instaló en el estudio de Isidre Nonell, artista catalán que Picasso conocía del grupo Els Quatre Gats influido por el impresionismo y que reflejaba la situación social catalana de principios de siglo mediante retratos de personajes marginados y miserables. La obra de Nonell, junto a la de Toulouse-Lautrec, influyeron en gran medida en el estilo de Picasso de esta época, lo que puede apreciarse en obras como La espera (Margot), Bailarina enana y El final del número, ambas de 1901. También conoció al que sería su primer marchante, Pere Mañach (quien le ofreció 150 francos mensuales por toda su obra de un año) y entró en contacto con la galerista Berthe Weill. Regresó a Barcelona el 20 o 23 de diciembre (según distintas fuentes) con Casagemas, al que Picasso llevó consigo a celebrar el fin de año en Málaga.

### Juventud: sus amistades en París
En 1912, durante su estadía en la ciudad de París, Picasso formó parte de un círculo de amigos distinguidos en los barrios de Montmartre y Montparnasse, ellos eran André Breton, poeta; Guillaume Apollinaire, el escritor; Alfred Jarry; y Gertrude Stein. Apollinaire fue arrestado bajo sospecha de haber perpetrado el famoso robo de la Mona Lisa en el Louvre en agosto de 1911, y ser parte de una banda de ladrones internacional. Apollinaire culpó a su amigo Picasso, quien también fue sometido a un interrogatorio, pero ambos fueron exonerados más tarde.

## Entre Barcelona y París. El período azul (1901-1904)

### El entierro de Casagemas

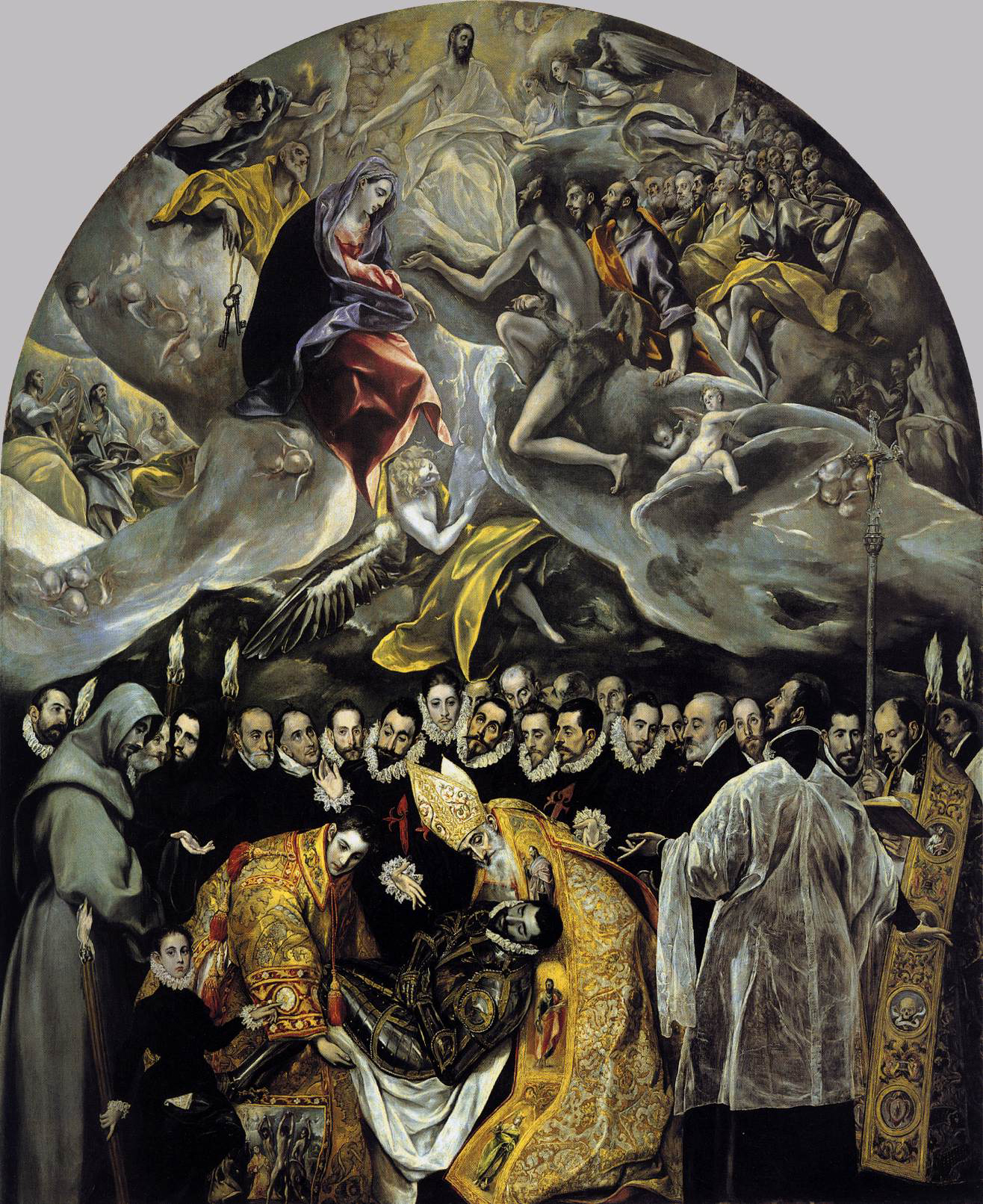
El entierro del conde de Orgaz (1586-1588, Santo Tomé, Toledo), obra más conocida del Greco. La división del espacio en dos zonas inspiró a Picasso en su cuadro El entierro de Casagemas.

Se conoce como período azul de Picasso al que discurre aproximadamente entre 1901 hasta 1904: este nombre proviene del color que domina la gama cromática de las pinturas, y tiene su origen en el suicidio de su amigo Carlos Casagemas el 17 de febrero de 1901, que lo dejó lleno de dolor y tristeza. Casagemas, después de haber tratado de asesinar a su amante Germaine, una bailarina del Moulin Rouge que frecuentaba el círculo de artistas españoles, se suicidó en París. Picasso, motivado y sensibilizado por la muerte de su amigo, pintó un cuadro que nombró El entierro de Casagemas, cuadro alegórico que empezaba a mostrar su paso al período azul. La división del espacio del cuadro en dos partes, tierra y cielo, cuerpo y espíritu, recuerda la del Entierro del Conde de Orgaz, del Greco.

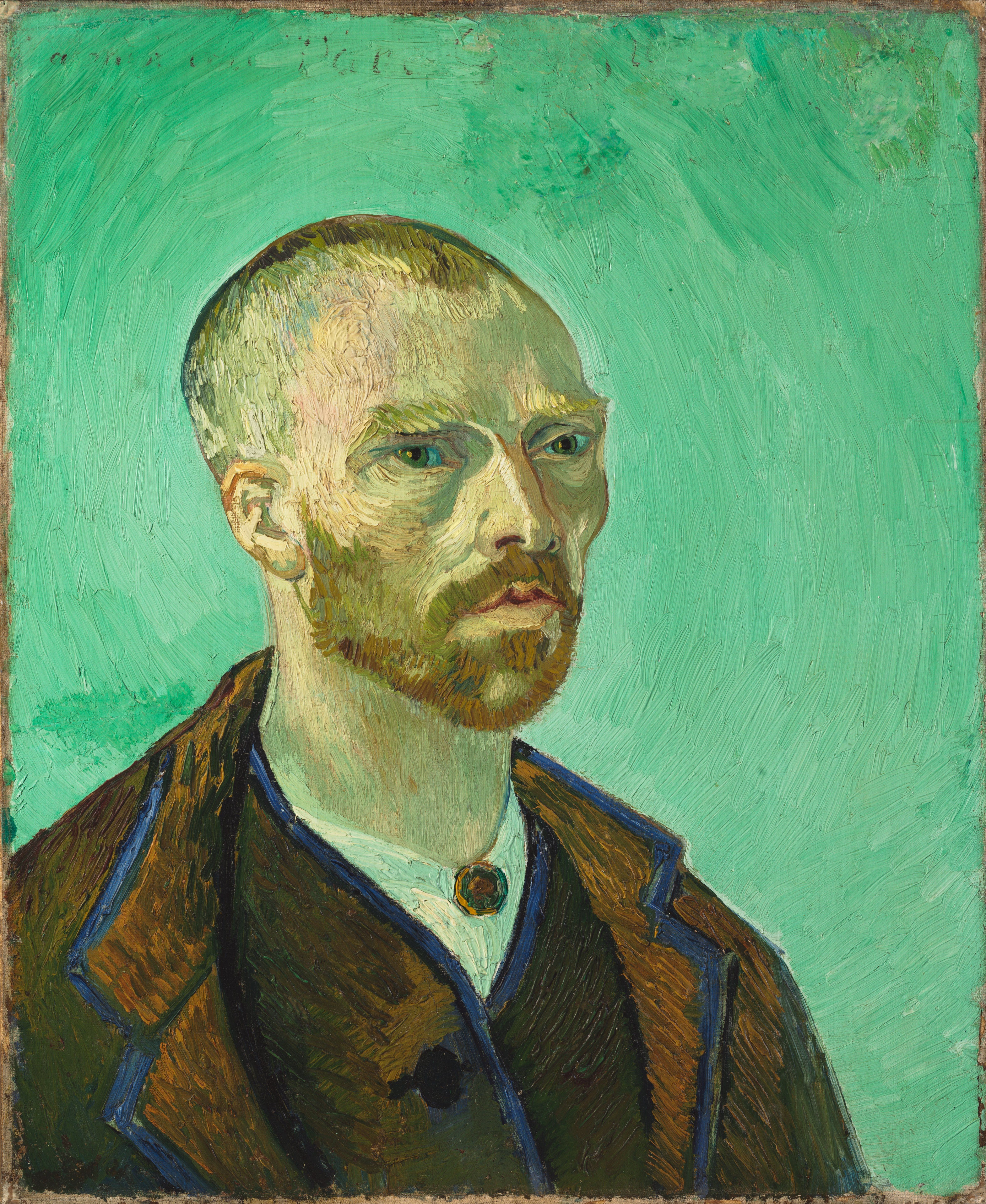
Van Gogh en un autorretrato dedicado a Gauguin.

Otras influencias en la obra de Picasso en este periodo fueron las de Van Gogh y Gauguin, el primero sobre todo a un nivel psicológico, como se refleja en la intensidad emotiva de los cuadros de esta época, aunque también se aprecia una simplificación de volúmenes y contornos definidos que hacen pensar en Gauguin, de quien también tomaría una concepción universal de la sentimentalidad. Picasso manifestaba la soledad de los personajes aislándolos en un entorno impreciso, con un uso casi exclusivo del azul durante un período superior a dos años, hecho que prácticamente carecía de precedentes en la historia del arte. Asimismo, el alargamiento de las figuras que se iba introduciendo en sus obras recordaba de nuevo el estilo del Greco.

### Entre Barcelona y París
Picasso era un trabajador infatigable. A finales de abril de 1901 regresó a Barcelona, donde exponía Mujer en azul (Museo Reina Sofía, Madrid) en la Exposición General de Bellas Artes. En mayo volvió a París, donde se estableció en el número 130 del bulevar de Clichy, en el lugar en que Casagemas había tenido su estudio. Entre junio y julio del mismo año, Picasso y Francisco Iturrino realizaron una exposición en la galería de Ambroise Vollard en París. Sin dinero ni trabajo, en junio conoció al poeta francés Max Jacob, con el que mantendría una cercana relación hasta la muerte de Jacob en 1944. El poeta recordaría más tarde que descubrió la obra de Picasso y, siendo crítico de arte, expresó su admiración por el talento del pintor. Poco después recibió una invitación de Mañach para presentarle a su joven representado (Picasso tenía por entonces unos dieciocho años); que estuvieron todo el día viendo la ingente obra de Picasso, quien por aquella época pintaba uno o dos cuadros por noche, y los vendía por ciento cincuenta francos en la Rue Laffite. Durante el otoño pintó Los dos saltimbanquis (arlequín y su compañera) (Museo Pushkin, Moscú), Arlequín apoyado (MoMA, Nueva York) y acabó El entierro de Casagemas. En invierno pintó una serie de retratos en azul; el Retrato de Jaime Sabartés (Museu Picasso, Barcelona), el Retrato de Mateu Fernández de Soto (Museo Picasso, Málaga) y el Autorretrato azul (Museo Picasso, París).
A finales de enero de 1902 rompió su acuerdo con Mañach, y tras la liquidación correspondiente volvió a Barcelona. Empezó a trabajar en el estudio de Ángel Fernández de Soto, en el número 6 de la calle Nou de la Rambla, donde durante la primavera el color azul empezó a dominar su obra. Con Fernández de Soto visitó los burdeles de Barcelona, lo que quedó reflejado en una serie de dibujos eróticos entre los que se encuentra un Autorretrato con desnudo (colección privada, Alemania); un dibujo a la tinta y acuarela de Ángel Fernández de Soto con una mujer y La macarra (composición alegórica), propiedad del Museo Picasso de Barcelona.

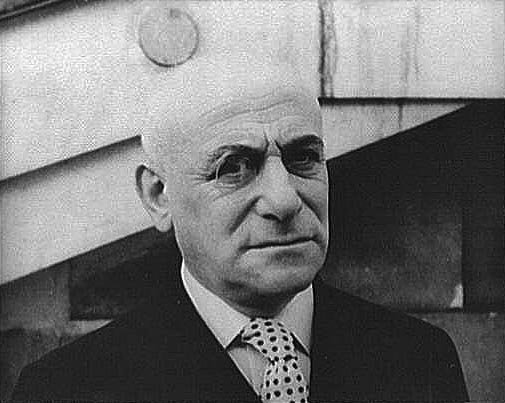
Max Jacob en 1934. Fotografía de Carl van Vechten.

En París, Mañach arregló una exposición de pinturas y pasteles en la galería Berthe Weill, del 1 al 15 de abril, con obras de Picasso y Lemaire, y otra en junio en la misma galería con obras de Picasso y Matisse. En Barcelona Picasso recibió un aviso para incorporarse al servicio militar en octubre. Para eludirlo, debió pagar dos mil pesetas, cantidad que le fue proporcionada por su tío. Justo después volvió a París con Sébastien Junyer, y mostró sus pinturas azules por primera vez del 15 de noviembre al 15 de diciembre en una exposición colectiva organizada de nuevo por Mañach en la galería Berthe Weill.
De esa fecha data un Retrato de Germaine que Acquavella Galleries adquirió por 18,6 millones de dólares en una subasta de Christie's en 2006. En diciembre de 1902 se mudó un tiempo al apartamento de Max Jacob en el número 87 del bulevar Voltaire; la habitación solo disponía de una cama, por lo que Picasso trabajaba de noche y dormía de día, mientras Jacob trabajaba. En este tiempo no podía comprar lienzo, y debía limitarse a dibujar.

### La vida
En enero de 1903 Picasso volvió a Barcelona. En primavera comenzó el cuadro La vida (Cleveland Museum of Fine Arts), uno de los mayores y más complejos lienzos de su época azul, considerado su trabajo más importante de estos años, obra de un simbolismo inusualmente oscuro en sus primeras obras y sujeto a múltiples interpretaciones académicas, sobre las cuales el artista nunca se pronunció. Picasso realizó cuatro bocetos preparatorios para el cuadro, variando la composición de las figuras al menos dos veces; la figura masculina, que empezó siendo un autorretrato, acabó siendo una representación de su amigo Carlos Casagemas.
La Vida resume la mayor parte de los temas y la atmósfera de la época azul: el pesimismo nihilista desarrollado en su época de formación en Barcelona, recrudecido bajo las dificultades materiales que sufre en la época. «Cree que el Arte es hijo de la Tristeza y del Dolor», decía su amigo Jaime Sabartés. La soledad de los niños, la miseria de pobres, mendigos y ciegos son a menudo descritos en los cuadros de ese momento: Las dos hermanas (Museo del Hermitage, San Petersburgo), Pobres a orillas del mar (Galería Nacional de Arte, Washington D. C.), El viejo guitarrista ciego (Instituto de Arte de Chicago), El asceta (Barnes Foundation, Filadelfia), y La Celestina (Carlota Valdivia) (Museo Picasso, París) se cuentan entre las primeras obras maestras de Picasso.
Hacia finales de 1903, Picasso empezó a pensar que solo estableciéndose permanentemente en Francia su reputación superaría las fronteras de España. Se trasladó al estudio del escultor español Pablo Gargallo, quien en aquel momento se encontraba en París, en el número 28 del Carrer del Comerç de Barcelona. Allí finalizó La Celestina (Carlota Valdivia) y comenzó un nuevo Retrato de Jaime Sabartés (Kunsternes Museum, Oslo) que finalizó en la primavera de 1904.

## París,Bateau Lavoir. El período rosa

### La belle Fernande

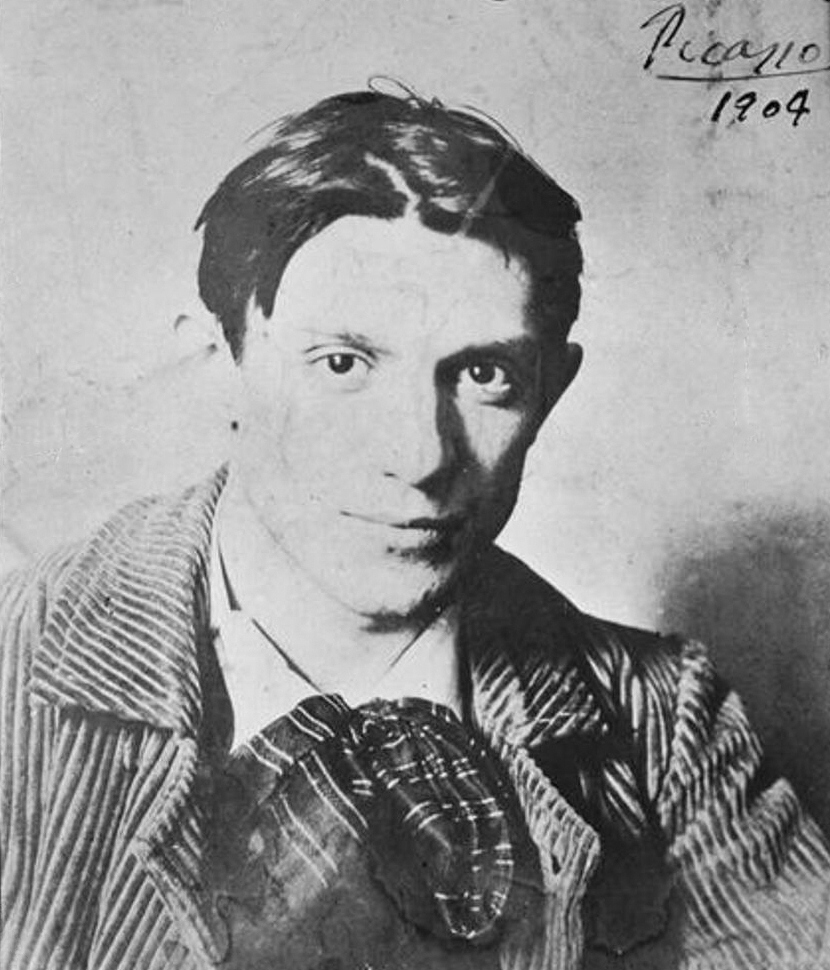
Pablo Picasso fotografiado por Ricard Canals. La instantánea está dedicada a sus amigos Suzanne y Henri Bloch, París, 1904.

En abril de 1904 Picasso se instaló en París en el Bateau-Lavoir, situado en el barrio de Montmartre, en un taller que su amigo el escultor Paco Durrio estaba por dejar. Allí reanudó su contacto con varios artistas españoles que también vivían en el Bateau-Lavoir, especialmente con Ricardo Canals, quien en septiembre del mismo año le enseñó la técnica del aguafuerte, y con su mujer; también con Manuel Hugué y con su esposa Totote, y con Ramón Pichot y Germaine, la bailarina por la cual su amigo Casagemas se había suicidado. Durante el verano tuvo una relación con «Madeleine», que aparece en varios dibujos y pinturas, como La mujer del acróbata (Instituto de Arte de Chicago) e inspiró el tema de La familia de Arlequín (1905). En agosto de 1904 Picasso conoció a su primera compañera sentimental: Fernande Olivier, modelo de artistas y amiga de Benedetta, la mujer de Ricardo Canals, era conocida entre la colonia española del Bateau-Lavoir como «la belle Fernande». Con veintiún años los dos, Fernande fue el primer amor verdadero de Picasso, y se convirtió en su fuente de inspiración hasta 1910, aunque su relación no acabaría definitivamente hasta 1912.

### La bohemia delLapin Agile
En octubre de 1904 Picasso conoció al poeta francés André Salmon, y también a Guillaume Apollinaire, poeta y escritor precursor del surrealismo, con los que estableció una relación muy cercana. Picasso se convirtió en un asiduo del cabaret Lapin Agile (el «Conejo ágil») y del Cirque Medrano. Desde que se instaló en Montmartre, la paleta y los temas de Picasso empezaron a cambiar; la pobreza y dureza de la vida de los artistas de circo y saltimbanquis aportaron un nuevo lirismo a sus cuadros en el paso de la época azul a la denominada época rosa. La época rosa se distingue por sus colores pastel y tonos cálidos, de líneas suaves y delicadas; con un especial énfasis sobre la línea y el dibujo, más que sobre el color, continuó trabajando las figuras con proporciones alargadas que recuerdan su admiración por el Greco, como en El actor (MoMA, Nueva York) o en la acuarela El loco (Museo Picasso, Barcelona), un recurso a fórmulas manieristas del que se ha señalado que Picasso hizo uso constante a lo largo de su carrera.
Los temas que trataba eran la alegría y la inquietud existencial; como en la época azul, subyace un toque de melancolía, pero en ese momento dominada por el afecto, con muchas referencias al mundo del zoológico y del circo. Pintó máscaras, arlequines, domadores y payasos; también es la época de las maternidades rosas. Obras representativas de esta época son Acróbata con balón (Muchacha con balón) (Museo Pushkin, Moscú), La familia de saltimbanquis (Galería Nacional de Arte de Washington), Acróbata y joven arlequín (Barnes Foundation, Filadelfia) y Familia de acróbatas con mono (Museo de Bellas Artes de Gotemburgo, Gotemburgo).

### La familia de saltimbanquis

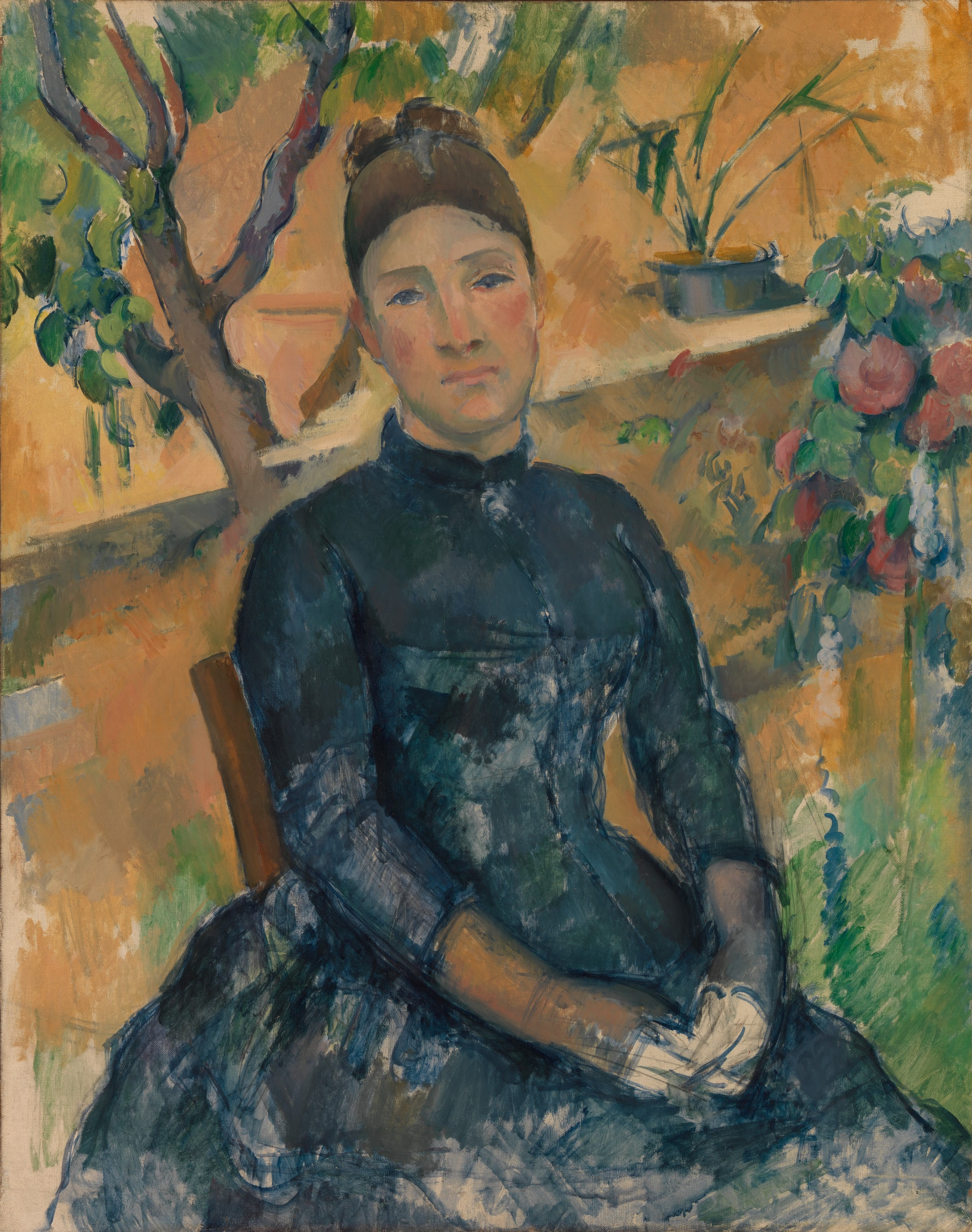
Madame Cézanne en el invernadero (1891-92), de Paul Cézanne, un antecedente de la esquematización del rostro en la pintura de Picasso.

Del 25 de febrero al 6 de marzo de 1905 expuso en la Galería Sérurier sus primeras telas rosas. La crítica habló del anuncio de una transformación luminosa de su talento; tras el dramatismo de la época azul. Apollinaire describió las obras del período rosa en la Revue immoraliste: «Bajo los oropeles destellantes de sus saltimbanquis, se siente verdaderamente la piedad de las gentes del pueblo, versátiles, astutos, mañosos, pobres y mentirosos.». Según dijo Fernande Olivier, Picasso parecía amar aquello para lo que no estaba hecho, aquello que era diferente a él: los gitanos, las corridas de toros, los cabarés turbios, los payasos y el mundo del circo; amaba y se sumergía con delicia en todo aquello que tenía un color local violento.
En la primavera pintó una de sus principales obras de ese año, La familia de saltimbanquis (1905), una clara evolución hacia la época rosa; un paisaje desnudo y desdibujado en el que se enmarcan aisladas las bien dibujadas y estilizadas figuras de los titiriteros, personajes marginales cuya vida solitaria impresionaba a Picasso. Una tarde, tras abandonar el Cirque Médrano con Max Jacob, decidió modelar su cabeza en barro, y conforme trabajaba la pieza en los siguientes días, añadió el sombrero y cascabeles de un bufón, al estilo de los personajes circenses. La pieza fue llamada El loco (cabeza de arlequín) (Museo Picasso, París), que el galerista Ambroise Vollard consiguió que fuera fundida en bronce.

### Gertrude Stein

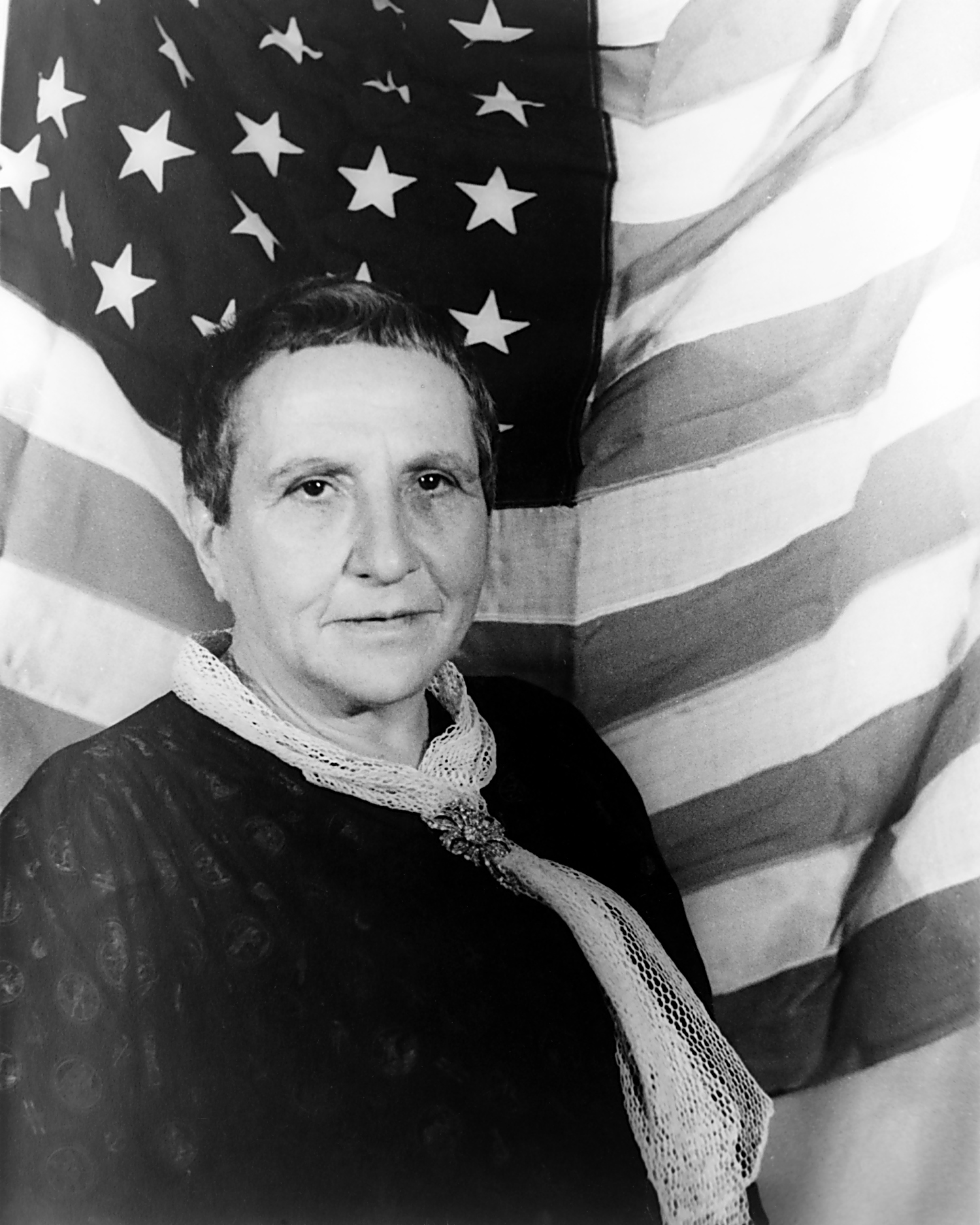
Gertrude Stein, fotografía de Carl van Vechten, 1935

Durante el verano, hizo un viaje al norte de los Países Bajos, y permaneció en Schoorl por seis semanas invitado por el escritor neerlandés Tom Schilperoort. Durante su estancia pintó un desnudo, La bella holandesa (Queensland Art Gallery, South Brisbane), y Las tres holandesas (Museo Picasso, París), una versión personal del tema clásico de las tres gracias. Tras un breve paso por París, pasó unas vacaciones en agosto con Fernande, en Tiana, al noreste de Barcelona. A su vuelta en septiembre, Fernande se mudó al modesto estudio de Picasso en el Bateau-Lavoir. El principio de su relación fue muy feliz, y las pinturas y dibujos que realizaba Picasso de Fernande celebraban su belleza y cercanía personal. Picasso tomó por costumbre visitar las pequeñas galerías, y junto con Fernande acudía a los populares vernissages de los salones oficiales.
Gertrude Stein y su hermano Leo se habían instalado en París, y dedicaban su fortuna a reunir una extraordinaria colección de arte. Leo Stein compró Familia de acróbatas con mono al marchante Clovis Sagot, por mediación del cual Leo y Gertrude fueron a visitar el estudio de Picasso y le compraron numerosas obras por 900 francos. Picasso se convirtió en un asiduo visitante del salón de Gertrude Stein en su apartamento de París; pintó un retrato de Leo y su hijo Michael e inició las primeras de las entre ochenta y noventa sesiones del famoso Retrato de Gertrude Stein (Museo Metropolitano de Arte, Nueva York). Gertrude había comprado recientemente Mujer con sombrero de Matisse, y decidió que ambos artistas debían encontrarse.

## Primitivismo ibérico

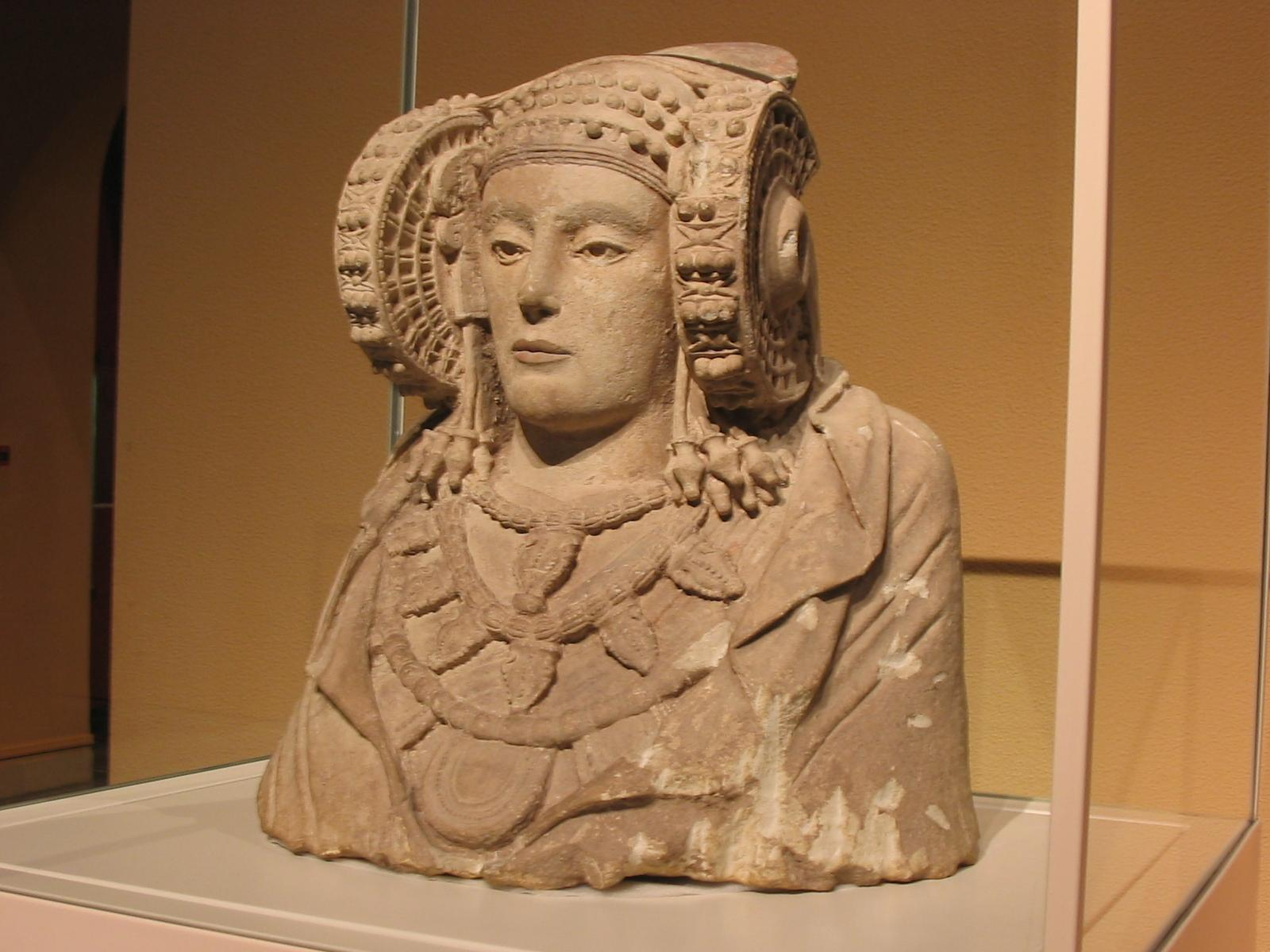
La Dama de Elche (Museo Arqueológico Nacional de España, Madrid).

En 1906, después de tres meses trabajando en el Retrato de Gertrude Stein, lo abandonó temporalmente, y realizó los primeros bocetos de Las señoritas de Aviñón. Abandonó el tema de los arlequines por los jinetes y jóvenes en paisajes bucólicos, en la línea de Gauguin y Puvis de Chavannes, en una búsqueda de clasicismo tanto temático como formal, que condujo a Picasso al estudio del arte antiguo; en marzo descubrió el arte primitivo español en una exposición en el Louvre de esculturas ibéricas encontradas en Osuna y en el Cerro de los Santos, entre las que se encontraba la Dama de Elche. La galería de Ambroise Vollard adquirió la mayoría de las telas rosas también en marzo. En mayo se fue con Fernande Olivier a Barcelona, donde la presentó a amigos y parientes, y luego durante el verano a Gósol, en Lérida, donde entró de nuevo en contacto con el primitivismo esencial de la cultura popular, y pintó escenas de baños y desnudos vistos desde un exquisito dominio del rojo; esta paleta rojiza de Gósol refleja una preocupación por el modelado de los volúmenes, y un retorno a las raíces de un mediterráneo arcaico. Esto le inspiró una serie de cuadros con personajes que rescatan ciertas características de ese primitivismo, rompiendo con su estilo anterior. 
Aunque la simplificación de rasgos y volúmenes son rasgos precursores del cubismo, esta fue una etapa con entidad propia, que no puede incluirse en ningún estilo reconocido. Podemos observar en estos cuadros sus propios rasgos faciales incluso entre las figuras femeninas, lo que puede apreciarse comparándolos con los autorretratos de esta serie. Esta estancia tuvo un impacto importante en la obra de Picasso, pues las pinturas de Gósol marcaron el comienzo de su revolución cubista el año siguiente. Años más tarde Picasso retomó lo que hubiera sido el transcurrir lógico de este estilo, en su época neoclásica.

## “Protocubismo”

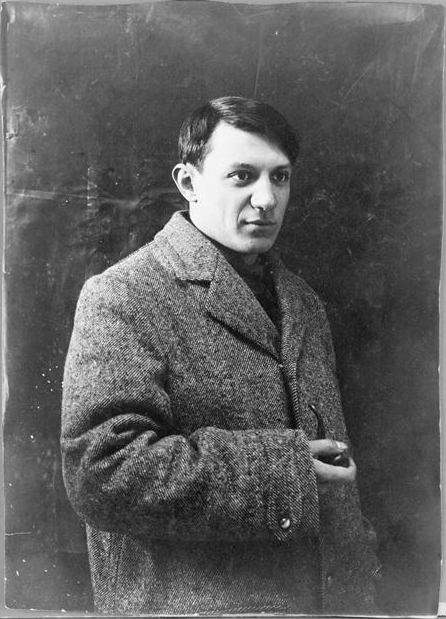
Picasso en 1908.

En agosto de 1906, al volver de Gósol, retomó el Retrato de Gertrude Stein trabajando de memoria (Stein se encontraba en Italia) y redujo su rostro a una especie de máscara ibérica, impasible y expresiva a la vez. Picasso dijo del Retrato de Gertrude Stein: «Todo el mundo piensa que ella no es en absoluto como su retrato, pero no importa, al final conseguirá parecerse a él.» Bajo la influencia de la escultura ibérica y la pintura de Cézanne, que contemplaba expuesta en los salones, Picasso investigaba la forma y el volumen, lo que puede apreciarse en el Autorretrato con paleta (Museo de Arte de Filadelfia), cuadro de un arcaísmo casi salvaje que también adelantaba las influencias acumuladas por Picasso desde 1905.
El Salón de Otoño de 1906 exhibió una retrospectiva de Gauguin que impresionó profundamente a Picasso y tuvo gran influencia en su trabajo; el Salón también incluía diez obras de Cézanne, que falleció por esas mismas fechas. En invierno Picasso pintó Dos mujeres desnudas (MoMA, Nueva York), en las que llevó al extremo la estilización escultórica; la monumentalidad de las figuras y el uso autónomo de las luces y sombras remiten a Las grandes bañistas de Cézanne. Hacia final de año dejó de pintar, y se enfrascó en una serie de estudios y bocetos de desnudos para una composición de múltiples figuras bajo el tema del burdel, que culminaría en 1907 con la revolución que supusieron Las señoritas de Aviñón.

### Un burdel de la calle Avinyó
La primera reacción del entorno de Picasso ante los estudios previos de las señoritas fue en general poco favorable: sus amigos no acababan de entender este nuevo estilo. En un cuaderno de notas, Apollinaire lo describió como un «maravilloso lenguaje que ninguna literatura puede expresar, porque nuestras palabras ya han sido creadas.» Durante la primavera de 1907 Picasso conoció, a través de Apollinaire, a Georges Braque, quien tras visitar su estudio manifestó cierta agitación frente a la gran pintura.
A mediados de mayo pintó Autorretrato (Národni Galerie, Praga): la línea se convierte en un elemento estructural dominante, marcando las facciones y delineando incluso el resto de áreas de la imagen, casi todas llenas de color, y muy pocas de ellas modeladas. Incluso dejó zonas del lienzo sin pintar. Hacia finales de mayo inició el lienzo definitivo de Las señoritas de Aviñón, y las figuras masculinas desaparecieron: una de ellas, un marinero, fue eliminada, y un estudiante situado a la izquierda fue reemplazado por una mujer desnuda sosteniendo una cortina.

### Influencias africanas

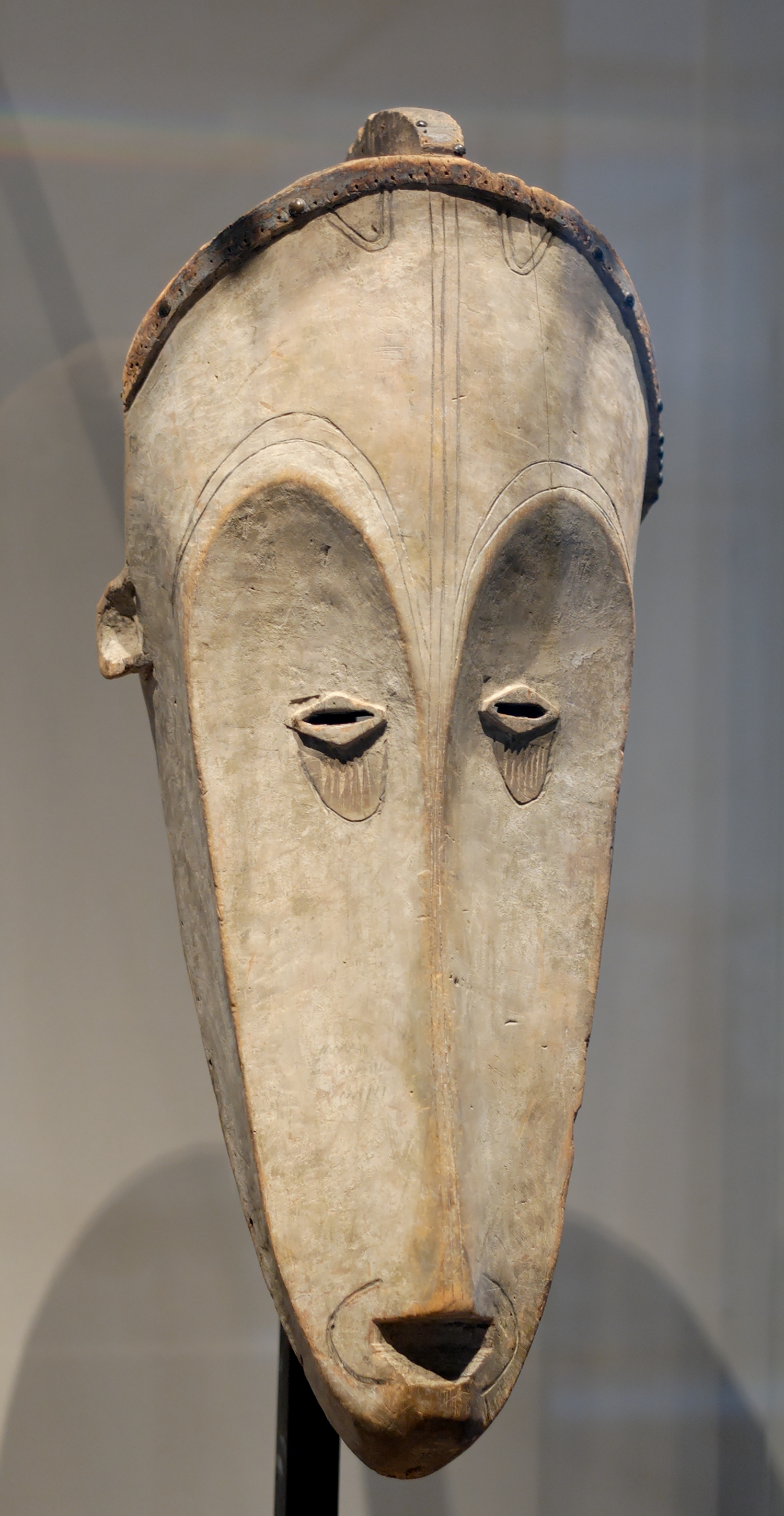
Escultura fang del, similar en estilo a las que Picasso conoció en París antes de finalizar Las señoritas de Aviñón.

Animado por André Derain, Picasso visitó en 1907 el Museo de Etnografía en el Palacio del Trocadero de París. Este fue su primer contacto con un amplio número de piezas africanas y oceánicas, que tanto Derain como Matisse coleccionaban desde hacía tiempo, pero a las cuales Picasso no había prestado demasiada atención hasta ese momento. El descubrimiento del arte no-occidental dio un nuevo empuje a Las señoritas de Aviñón, y también ejerció una considerable influencia sobre su trabajo escultórico. Picasso modificó entonces los rostros de algunas de las señoritas, los dos de aspecto más «cubista» de los cinco, que se asemejan a máscaras africanas, mientras los dos centrales son más afines al estilo de los frescos medievales y las primitivas esculturas ibéricas; también el rostro de la figura de la izquierda presenta un perfil que recuerda las pinturas egipcias. Sin embargo, «art négre, connais pas», era la respuesta de Picasso a una pregunta de la revista Action en 1920; este período protocubista, que se sitúa entre 1907 y 1909, es conocido también como el Período Africano, Período Negro o Período Oscuro de Picasso; su estilo se vio fuertemente influenciado por la escultura africana, pero el artista pretendió siempre lo contrario.

### Las señoritas de Aviñón
Las señoritas de Aviñón (MoMA, Nueva York) supuso un nuevo punto de partida para Picasso, que eliminó las referencias a la tradición rompiendo con el realismo, abandonando los cánones de profundidad espacial y perspectiva, así como el ideal hasta entonces existente del cuerpo femenino, al reducir la obra a un conjunto de planos angulares, sin fondo delimitado ni perspectiva espacial, en el que las formas están marcadas por líneas claro-oscuras. Los tonos ocre-rojizos son característicos de su más amable época rosa, pero la crudeza del cuadro los convierte en agresivos.
El cuadro pudo estar también influenciado por las figuras alargadas del Greco, en particular por su Visión del Apocalipsis, que Picasso posiblemente vio ese verano en París; su estructura y composición deriva de Las grandes bañistas de Cézanne; la pintura de Cézanne hace de los objetos una presencia real, con especial énfasis en los volúmenes y el peso de los mismos, sin la palpitación atmosférica propia del impresionismo. Según Fermigier, 1969, p. 69, su retrospectiva en el Salón de Otoño de 1907 determinó la evolución ulterior de Picasso. También Braque, inspirado por Cézanne, inicia una serie de paisajes que muestran su transición del fovismo al protocubismo.

## Hacia el cubismo

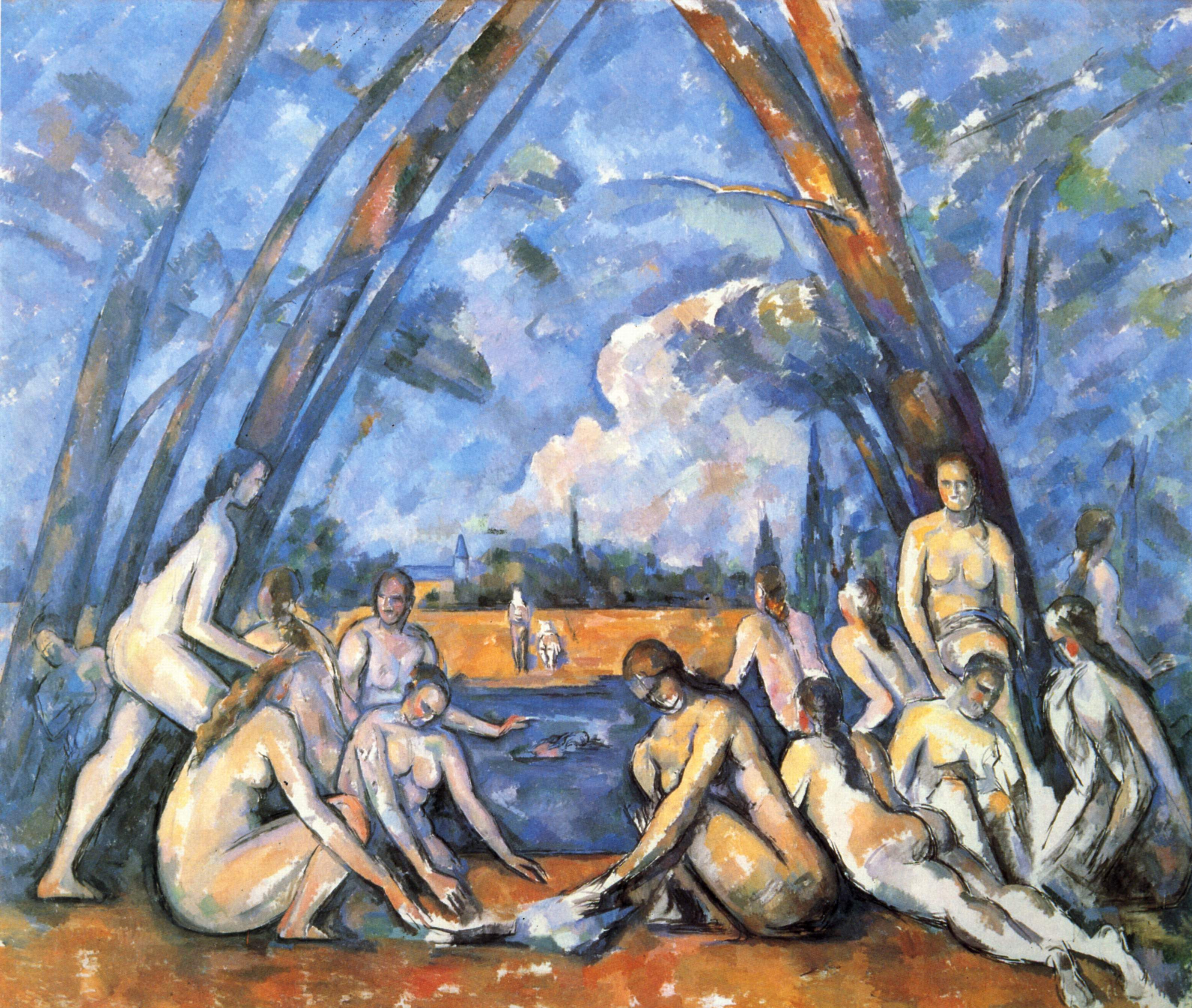
Las grandes bañistas de Cézanne, 1906, Museo de Arte de Filadelfia: una posible influencia.

La relación con Fernande entró en crisis, y decidieron separarse a finales de verano de 1907, aunque se reconciliaron a finales de noviembre. En su ausencia, Max Jacob y Apollinaire habían persuadido a Picasso de fumar opio; Picasso se movía entre las bendiciones de las visiones y el temor a entregarse a la apatía y el hastío hacia el trabajo. La paleta de Picasso se llenó de brillantes colores «africanos»: pintó Mujer desnuda (la bailarina de Aviñón) (colección privada, Lausana), un epílogo a Las señoritas de Aviñón en el que los elementos basados en el arte ibérico y africano alcanzan un nuevo grado de simplificación geométrica; en el mismo estilo, La danza de los velos (desnudo con drapeado) (Museo del Hermitage, San Petersburgo), iniciado en verano y que fue comprado por Gertrude Stein junto a los bocetos preparatorios del mismo; también Flores sobre una mesa (MoMA, Nueva York). En las subsiguientes obras, las carnaciones se vuelven ocres y marrones, y Picasso se enfrenta a la vez con muchos experimentos de ruptura en sus cuadros: el abandono de la perspectiva; la conquista del espacio, fragmentando los planos mediante tonos planos con contornos gruesos y definidos; la búsqueda del relieve, mediante exagerados contornos azules en un fondo marrón y sombreados espesos; entre ellas se cuentan La amistad (Museo del Hermitage, San Petersburgo) y Desnudo con toalla (colección privada, París). El estudio de Picasso se convirtió en un centro de discusiones y debate, y no solo sobre su obra. Braque llevó sus propias obras allí, Matisse y Picasso intercambiaron cuadros: el bodegón Cántaro, bol y limón (Fundación Beyeler, Riehen, Basilea) de Picasso por el Retrato de Marguerite, la hija de Matisse. La relación de Picasso y Matisse iba de la competición a la burla, pasando por una intensa admiración mutua; Matisse dijo que nadie había mirado su obra como Picasso, y nadie había mirado la obra de Picasso como él.

## Cubismo
Teniendo Las señoritas de Aviñón como punto de partida, Braque y Picasso acabaron formulando el cubismo en 1908. El cubismo fue un punto de inflexión radical en la historia del arte que inspiró al resto de vanguardias artísticas el abandono del ilusionismo pictórico, rechazando la descripción naturalista en beneficio de composiciones de formas abstraídas de la percepción convencional, jugando con la tridimensionalidad y la estructura de las superficies. Esta técnica, iniciada por Picasso y Braque, tuvo muchos seguidores, como Juan Gris, Francis Picabia, Brancusi, Delaunay y Albert Gleizes.

### Cubismo cezannesco

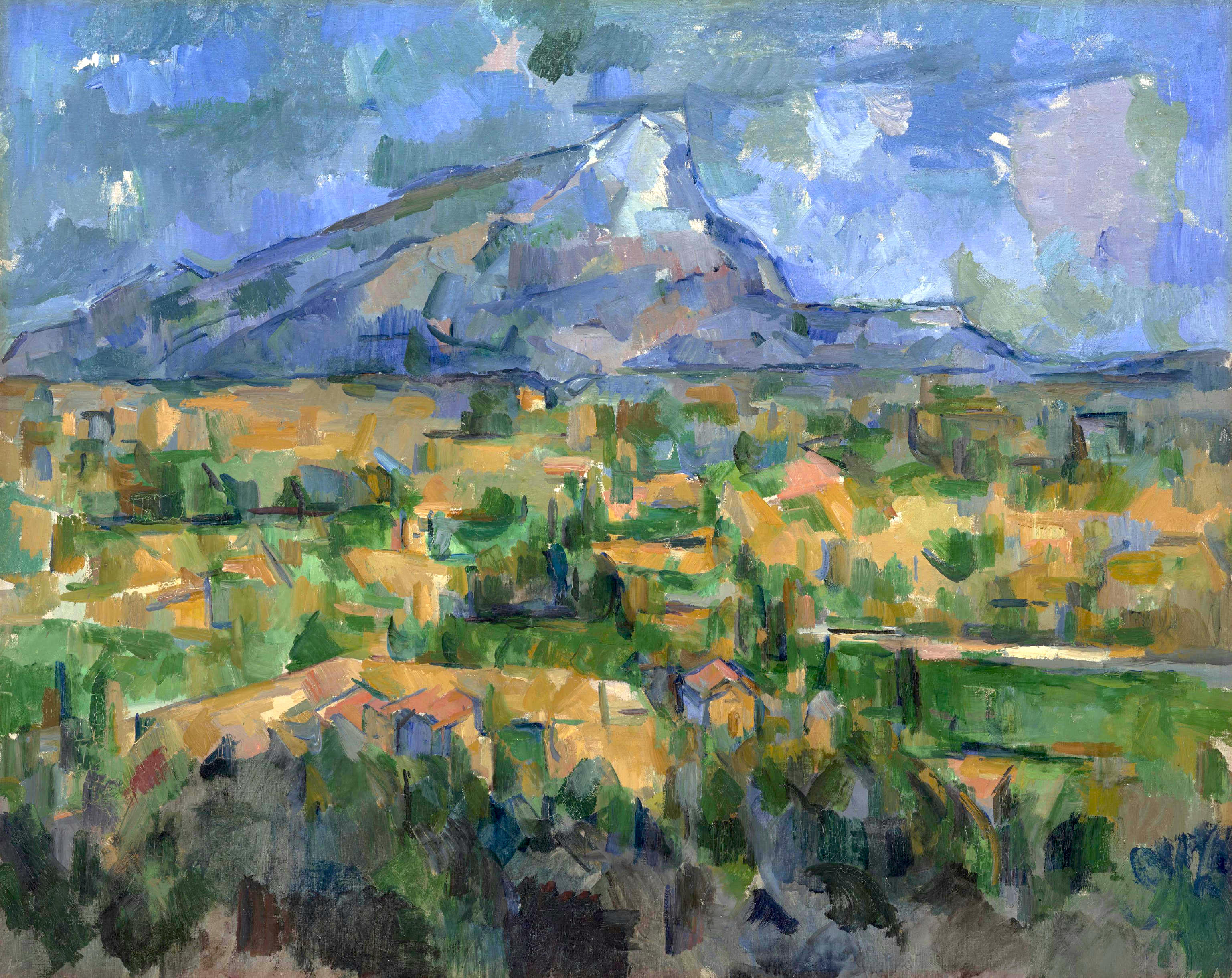
Paul Cézanne: Mont Sainte-Victoire (1904), Museo de Arte de Filadelfia. Los paisajes de Cézanne inspiraron las primeras fases del cubismo.

En enero de 1908 Matisse abrió su escuela, la Academie Matisse. Por otro lado, Derain y Braque eran seguidores de Picasso, lo cual, añadido a su creciente amistad con Gertrude Stein, irritaba a Matisse. En el Salón de los Independientes de mayo de ese año, Derain y Braque presentaron cuadros inspirados en el nuevo estilo de Picasso que causaron un gran impacto entre la crítica. A Picasso le indignó que se hiciese la primera exhibición de arte cubista sin que se reconociera su papel como fuente de inspiración; especialmente Mujer (1908), un desnudo de Braque muy reciente, que no había comentado con nadie, ni siquiera con Picasso. Tras la clausura del Salón, Braque marchó a L'Estaque hasta septiembre. Los elementos africanos fueron cediendo terreno en la obra de Picasso en beneficio de efectos de relieve influencia de Cézanne, quizás relacionados con el reductivismo cezannista de los paisajes de Braque.
Su amigo el pintor alemán Wieghels se suicidó en el Bateau-Lavoir, tras una velada en la que consumió un exceso de drogas variadas; esta tragedia convenció a Picasso y Fernande de abandonar el consumo de opio; Composición con cabeza de muerto (Museo del Hermitage, San Petersburgo), finalizado a finales de primavera, podría ser una conmemoración de la muerte de Wieghels.
Durante el verano, Braque elaboró en L'Estaque una serie de paisajes cubistas en los que más que una inspiración, la ruptura de la perspectiva mecanizada de Cézanne es considerada una iniciación por el pintor. Picasso alquiló una granja en la Rue des Bois-par-Creil-Verneuil-Oise, a 60 kilómetros al norte de París; Fernande mencionó que con este retiro Picasso buscaba superar el estado de agitación nerviosa que la muerte de Wieghels le había provocado. Ambos artistas comenzaron a representar la sensación de relieve mediante la aplicación arbitraria de las luces y sombras en detrimento del sombreado naturalista; las formas se simplificaron al extremo, con una mayor y más profunda esculturalidad en los cuadros de Picasso, cuya paleta se restringió a una gama de marrones, grises y verdes. En los paisajes de Picasso se aprecian influencias de Henri Rousseau (1844-1910) y un primitivo Cezanne.

## Matisse bautiza el Cubismo. Período verde

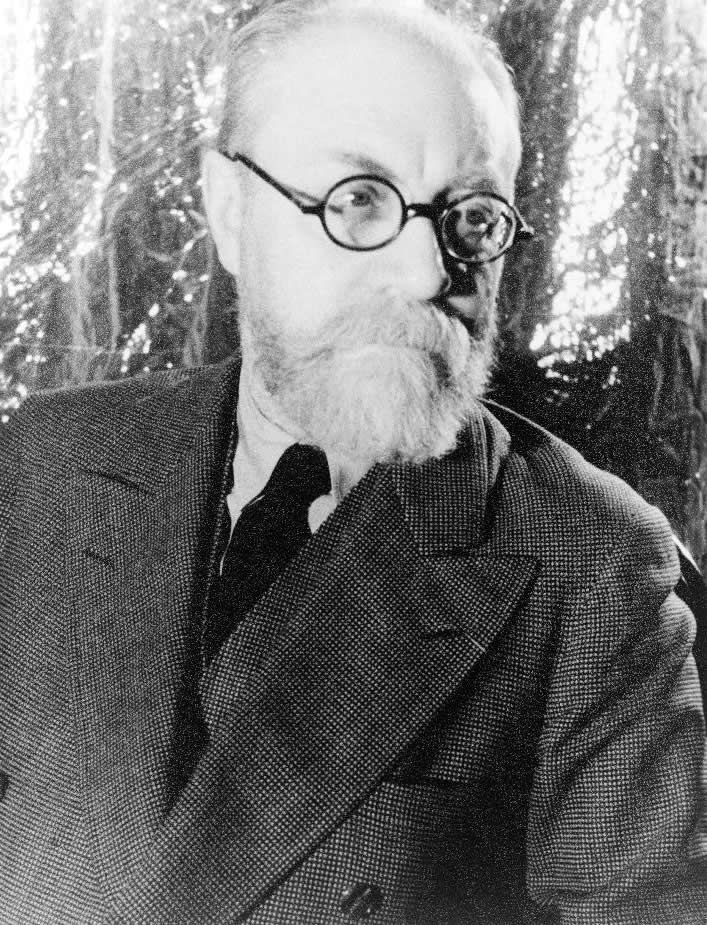
Henri Matisse en mayo de 1933.

Cuando en septiembre Braque presentó sus paisajes al Salón de Otoño el jurado, entre cuyos miembros estaba Matisse, rechazó las obras. Según Apollinaire, Matisse fue el primero en aplicar los términos «cubista» y «cubismo», al rechazar las obras de Braque presentadas al Salón. Esta historia es considerada desde 1912 el origen oficial del movimiento. Josep Palau i Fabre señala que en otoño de 1908 se inició lo que denomina período verde de Picasso: los bodegones que pintó en esa época muestran una estilización formal que se debe, posiblemente, a la aplicación de los postulados cezanescos, según los cuales las formas debían reducirse a conos, cilindros y esferas. Esta esquematización geométrica no lleva consigo una pérdida de corporeidad en los objetos representados, por lo que puede hablarse de un relieve plano. Durante todo el verano y el mes de octubre completó la versión final de las Tres mujeres (Museo del Hermitage, San Petersburgo), donde las influencias africanas de los primeros estudios del cuadro se diluyen en el nuevo estilo del período verde.

### El banquete de Rousseau

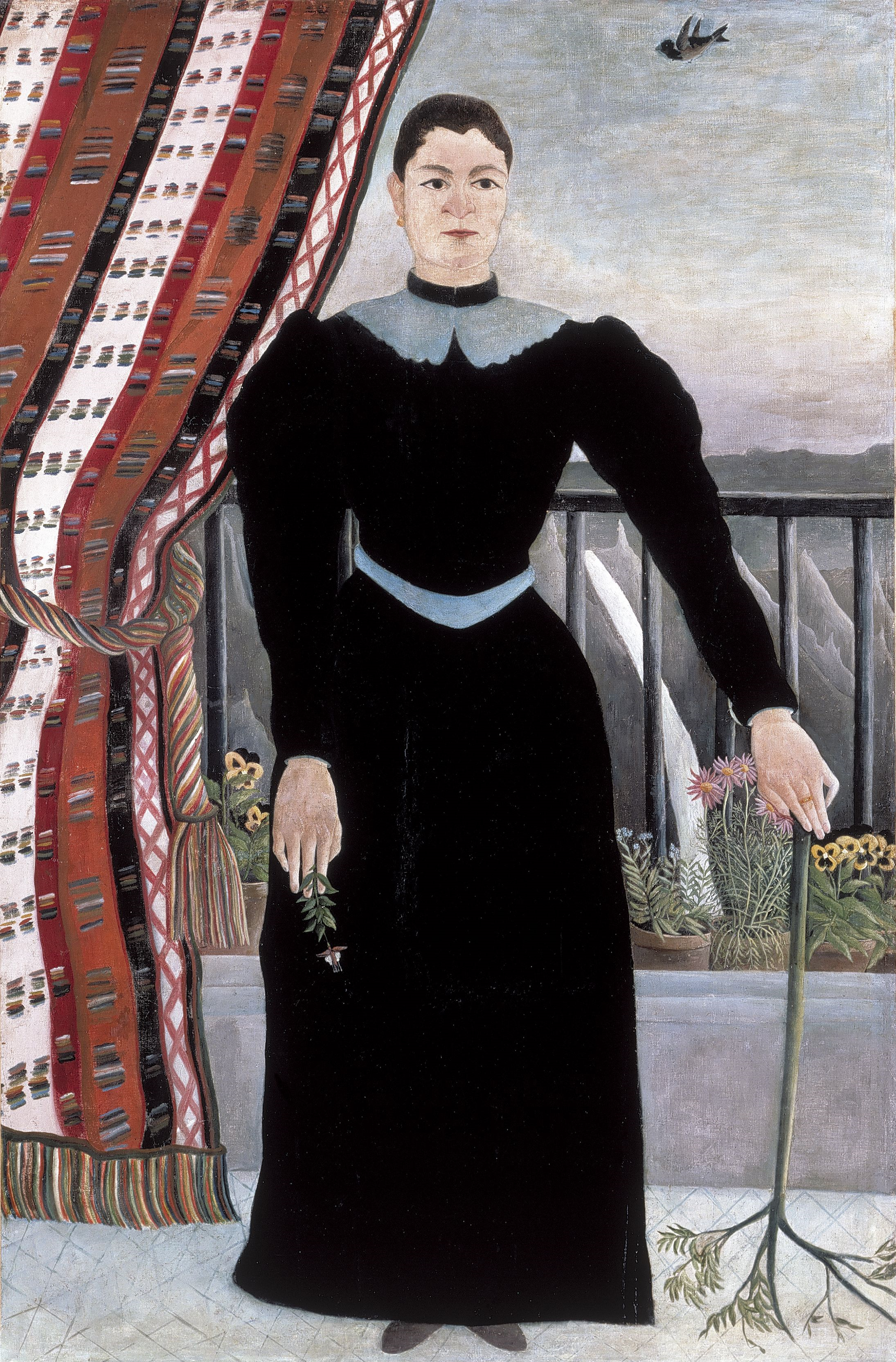
Henri Rousseau: Portrait de femme (1895), Museo Picasso, París.

Tras la exposición de las obras de Braque en la galería de Daniel-Henry Kahnweiler, que fue mejor recibida por la crítica que sus obras presentadas al Salón de los Independientes, Picasso organizó en el Bateau-Lavoir un banquete en honor a Rousseau, para celebrar que acababa de comprar una obra del pintor, Retrato de una mujer, por cinco francos en la tienda de antigüedades de Père Soulier. Durante ese invierno el intercambio de ideas entre Braque y Picasso se incrementó hasta un nivel diario, al tiempo que su amistad se consolidaba. El bodegón de frutas, un motivo emblemático de Cézanne, era uno de los temas que ambos pintores compartían en este momento: Le compotier (Plato de fruta) (MoMA, Nueva York), Naturaleza muerta con pescados y botellas (Musée d'Art Moderne de Lille Métropole, Villeneuve d'Ascq). También trabajó durante el invierno en el Carnaval en el bistrot (Museo Picasso, París), que cristalizaría a principios de 1909 en Panes y frutero con frutas sobre una mesa (Museo de Arte de Basilea).

## Cubismo analítico

### Retorno a Horta de San Juan
Picasso empezó a ser apreciado por los coleccionistas; amigo de los Stein, que acababan de comprarle las Tres mujeres, el suizo Hermann Rupf compró varias obras suyas, y Dutilleul (cliente también de Braque) inició su colección. En marzo de 1909 se publicó en el Mercure de France un artículo de Charles Morice en el que por primera vez apareció impreso el término Cubismo. En mayo, Picasso y Fernande fueron a Barcelona a visitar a la familia y viejos amigos; pintó un Retrato de Manuel Pallarés (The Detroit Institute of Arts) en el estudio de su amigo. Posteriormente se trasladaron a Horta de San Juan, once años después de su primera visita. Allí pintó y dibujó naturalezas muertas y numerosos retratos de Fernande, entre ellos Mujer desnuda en un sillón (colección privada, Francia) y Busto de mujer (Fernande) (Hiroshima Museum of Art). La serie de retratos de Fernande iniciada en París culminó en Mujer con peras (Fernande) (MoMA, Nueva York). También realizó seis grandes paisajes, entre ellos El embalse (Horta de Ebro) (MoMA, Nueva York); La fábrica de Horta (Museo del Hermitage, San Petersburgo) y Casas en la colina (Horta de Ebro) (Nueva Galería Nacional, Berlín). Fueron los inicios del cubismo analítico, deudor de los conceptos de relieve, «perspectiva inversa» y modelado de Cézanne.

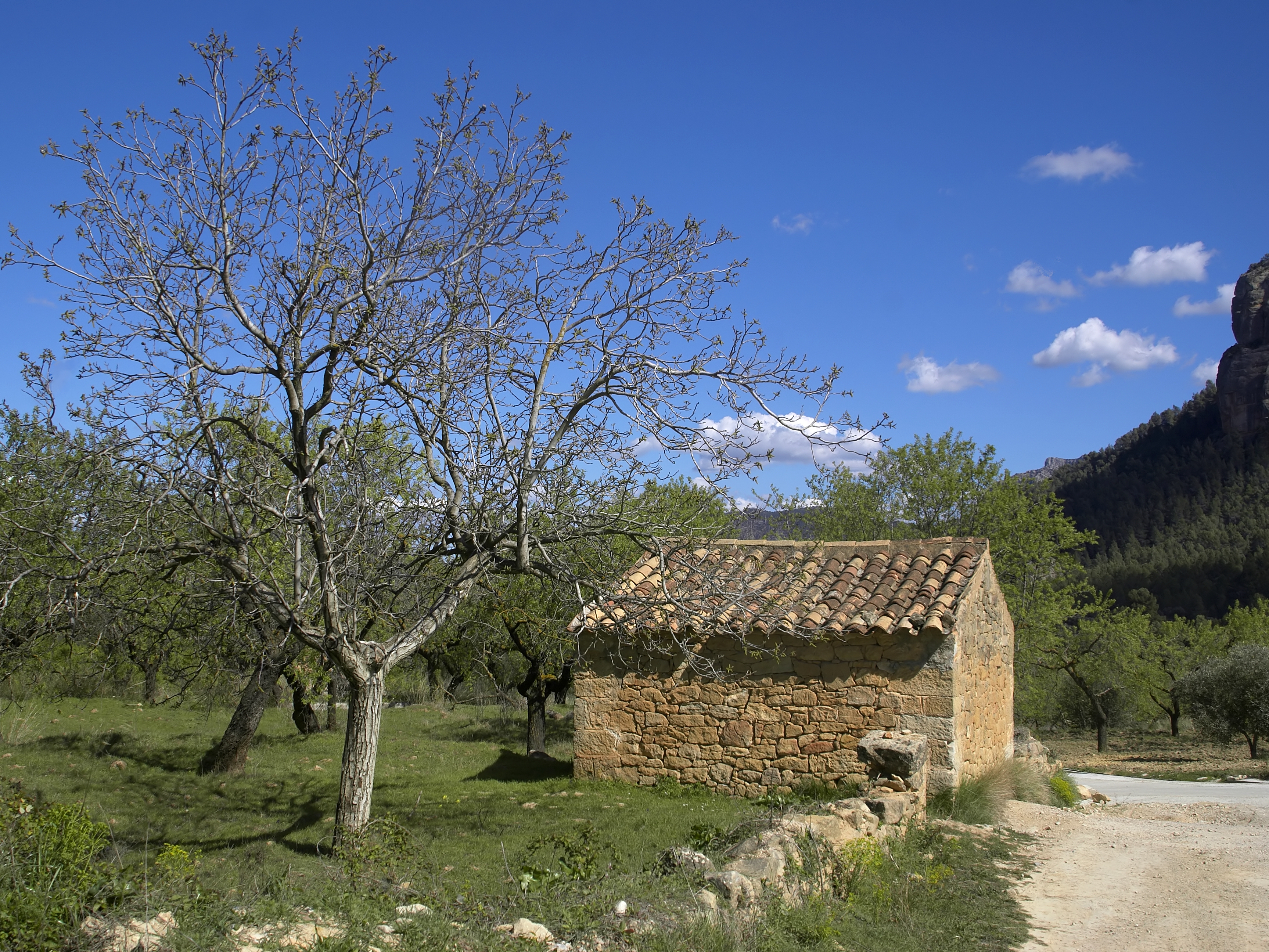
Cabaña cercana a la vía férrea Tortosa-Valdezafán a Horta de San Juan. El paisaje catalán, sus colores y la estructura casi cubista de los pueblos y construcciones coincidían con las ideas de Picasso; yo pinto lo que pienso, no lo que veo, dijo Picasso.

En las obras que pintó en Horta los árboles y formas naturales fueron obviadas, y la roca superficialmente amorfa fue analizada y rota en planos para luego reconstruirla mediante la superposición de los planos; en algunos casos la geometrización se extendió al cielo, y el conjunto ofrecía una composición rigurosa con una profundidad que no envidiaba a la perspectiva tradicional. El uso de la luz era completamente arbitrario, estrictamente para acentuar los contornos y afilar los relieves. No obstante, el cubismo analítico era todavía una revisión y no un rechazo de la tradición; el cuadro seguía siendo una ventana ilusoria a un mundo representado, reconstruido. El cubismo sintético constituyó una negación de la tradición europea; el collage rompió la inviolabilidad de la superficie del cuadro y la representación de la realidad dejó de ser el objetivo del cuadro para ser su punto de partida.

### Traslado al bulevar de Clichy
En septiembre se trasladó a París, al n.º 11 del bulevar de Clichy. Volvió cargado de obras del nuevo estilo y, pese al rechazo de público y crítica en la exposición que Vollard organizó con ellas, el selecto grupo de coleccionistas encabezado por Gertrude Stein y Serguéi Shchukin seguía comprándola. Encerrado en su nuevo estudio, siguió desarrollando el cubismo, que en ese momento compartía además de con Braque, con un grupo de artistas de Montmartre fuertemente influenciados por el nuevo estilo entre los que estaban Derain, el español Juan Gris y Léger. El cubismo se extendía por Europa, con el constructivista y suprematista Malévich en Rusia y Mondrian en los Países Bajos, aunque ambos mostraban serias diferencias con el estilo de Picasso: según Penrose, su persecución de una geometría pura de las formas les alejaba del sujeto pictórico hacia la abstracción, algo que no formaba parte de los instintos de Picasso, para quien eliminar los símbolos y las alusiones poéticas de la pintura era una forma de castración; también inspiró a los futuristas liderados por Marinetti en Italia y los vorticistas en Inglaterra, que basaron su teoría estética en la forma y el movimiento y ritmo mecánicos, intentando introducir el tiempo en la representación pictórica. Pero Picasso no buscaba el desarrollo de teorías o escuelas; su necesidad era la ruptura con el pasado y darle a la obra de arte su propia vida interna.
En el estudio de Manuel Hugué hizo esculturas como Cabeza de mujer (Fernande) (Museo Picasso de Barcelona inspirada en las telas que pintó en Horta. Fernande no se sentía a gusto con los cambios que se producían en su entorno y estilo de vida, añoraba la espontaneidad de sus primeros tiempos juntos.

## Los retratos cubistas
Ya en 1909 Picasso realizó una serie de retratos en los que el rigor en su disciplina de búsqueda de una nueva concepción del espacio le condujo a una reducción progresiva en el uso del color; en los paisajes de Horta y en Mujer que cose (Colección Claire B. Zeisler, Chicago), pintado durante el invierno de 1909 a 1910, la paleta se restringió a ocres, grises y verdes, hasta eliminar este color y entrar en una monocromía que en ocasiones se rompía con sutiles gradaciones de grises y ocres. En 1910, pintó entre otros los retratos de Ambroise Vollard (Museo Pushkin, Moscú), Wilhelm Uhde (Colección Pulitzer, San Luis) y Daniel-Henry Kahnweiler (Instituto de Arte de Chicago), en los que, a pesar de su tendencia progresiva a pintar con el ojo del pensamiento más que directamente de la naturaleza, trabajó en numerosas sesiones con los modelos, a semejanza del de Gertrude Stein anteriormente; a pesar del progresivo proceso de segmentación analítica del espacio y la forma, Picasso captaba la fisonomía de los personajes.
Picasso y Fernande pasaron el verano de 1910 en Cadaqués (Gerona, España), donde su amigo Ramón Pichot pasaba las vacaciones; alquilaron una casa a pie de mar, y se les unieron Derain y su esposa. Tras las vacaciones, Picasso volvió cargado de obras inacabadas en las que se hizo patente un avance hacia el nuevo lenguaje del cubismo; en el Retrato de Daniel-Henry Kahnweiler que pintó tras las vacaciones el personaje es tratado como una estructura tridimensional que se manifiesta en elementos trastocados en el espacio en una trama transparente, vista desde múltiples ángulos y aun así conformando una totalidad coherente, como también sucede en cuadros como Mujer desnuda en pie (Museo de Arte de Filadelfia).
El invierno de 1910 a 1911 Picasso y Braque mantuvieron una colaboración tan estrecha que es difícil aventurar el origen de las ideas que ambos pusieron en marcha, y al no firmar los cuadros hubo momentos en que se les hizo difícil distinguir la propia obra de la del otro; a medida que avanzaban en su análisis del objeto, Picasso y Braque sentían perder la referencia con su realidad reconocible.
La inclusión de elementos de la realidad en sus composiciones cubistas les condujo posteriormente al trampantojo o trompe l'œil, y de aquí a la invención del collage, con lo que rompían con la tradición de no emplear más de un medio para una obra y ponían en cuestión los principios de la pintura misma.

## Reconocimiento del cubismo

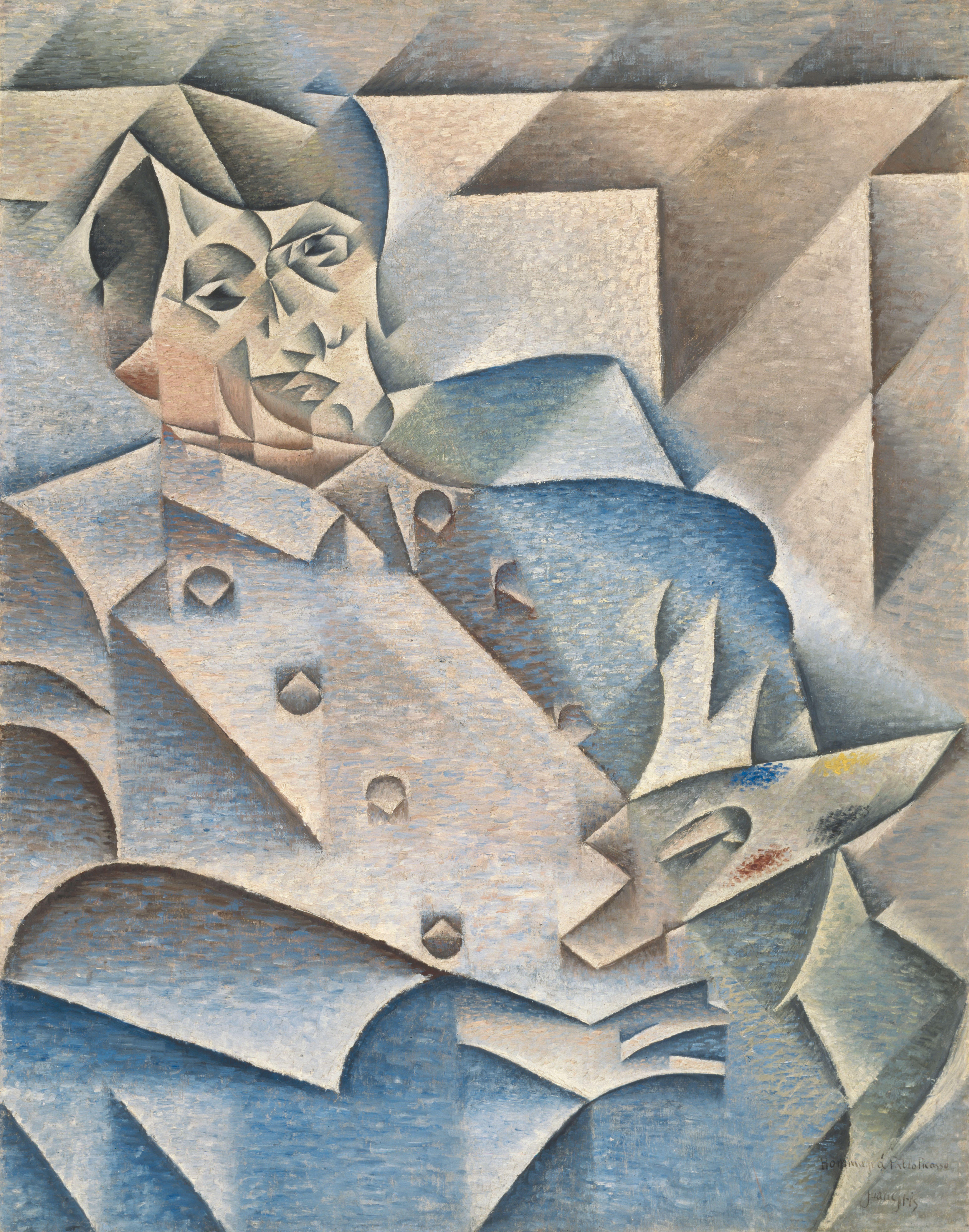
Retrato de Picasso por Juan Gris (1912) en estilo cubista.

Picasso viajó a Céret, un pueblo francés situado en la región histórica del Rosellón, en julio de 1911. Fernande Olivier y Braque se reúnen con él en agosto, y ambos pintores prosiguieron con su estrecha colaboración en la definición del cubismo. Realizaron varios cuadros en los que introducían la cabecera del periódico local en sus obras, con una tipografía gótica reconocible, como El abanico ('L'Indépendant') (colección privada, Ascona, Suiza). El 5 de septiembre Picasso regresó a París y en el Salón de Otoño de 1911 presentó una sala cubista, de la cual tanto él como Braque estuvieron ausentes. Este hecho chocó entre la prensa de Nueva York, Madrid y Ámsterdam, que cubrían el evento, puesto que era sabido que ellos eran los fundadores del estilo; se publicaron varios artículos y ensayos en torno a Picasso y Braque por toda Europa. La relación con Fernande se había deteriorado, y en otoño de ese año Picasso conoció a Eva Gouel (Marcelle Humbert), hasta el momento pareja sentimental del pintor polaco Louis Markus, a la que llamó ma jolie (mi bella) en varias de sus pinturas.
A principios de 1912 Picasso realizó la primera escultura construida, Guitarra (MoMA, Nueva York), hecha de cartón, cordel y alambre. Picasso inició en gran medida un proceso que provocó la liberación de la escultura de conceptos clásicos como el volumen y la sustitución de los procesos de modelado o talla por todo tipo de técnicas constructivas que constituyeron una transformación revolucionaria en la escultura. En un paralelismo con la técnica del collage cubista, cuya primera muestra es Naturaleza muerta con silla trenzada (Museo Picasso, París), creado en la primavera de 1912, las formas se redujeron a planos que podían articularse libremente. Los conceptos de ensamblaje y construcción hicieron posible la introducción de nuevas técnicas y materiales; la descomposición del volumen aportó nuevas perspectivas, la valoración del vacío y de la luz como elementos escultóricos de importancia equivalente a la masa.

## Cubismo hermético

### Entre Céret y Sorgues
Entre 1912 y 1915, Picasso y Braque desarrollaron la segunda fase del cubismo, en la que retornaron a su obra un equivalente a los conceptos tradicionales que habían roto o eliminado en la fase precedente; formas, objetos y palabras se volvieron reconocibles al tiempo que se reconstituyó la superficie; recuperaron el uso de un cromatismo más sólido y brillante, los planos se contornearon y demarcaron claramente, superponiéndose y apareciendo una implicación con superficies texturadas y estampados decorativos.
Entre abril y mayo de 1912 se celebró una exposición cubista en la Galería Dalmau de Barcelona sin obras de Picasso ni de Braque. La relación con Fernande se acabó; Picasso escribió a Braque: «Fernande me ha dejado tirado por un futurista». El 18 de mayo llega a Céret con Eva, donde realiza algunos dibujos en los que aplica papeles pintados del siglo XIX y pedazos de diarios. Cuando en junio Picasso se entera de que Fernande planea ir a Céret el verano con Pitxot y su mujer, escribe a Kahnweiler para que le diga que no espere nada de él, que estaría feliz si no volviera a verla más, al tiempo que reafirma su amor por Eva, indicando que va a escribirlo en sus pinturas. Es probable que entre junio y septiembre trabajara en Desnudo femenino ('J'aime Eva') (Museo de Arte de Columbus, Ohio), donde aparece la declaración de amor escrita en el cuadro; se trata de una obra más ligera de cromatismo, con toques de colores ácidos, en la que la construcción de la figura femenina deriva de la técnica del collage que estaba aplicando en sus dibujos. Escapando de la visita de Fernande, el 25 de junio se instala en la Villa des Clochettes, en Sorgues-sur-L'ouvèze. Las pinturas de Céret impresionaron a Braque, Picasso le pidió su opinión sobre Violín ('Jolie Eva') (Nueva Galería Estatal de Stuttgart), en la que pintó superficies imitando añadidos de madera y de papeles escritos, o sobre El aficionado (Le torero) (Museo de Arte de Basilea). Braque se instaló en agosto en Sorgues, donde reiniciaron su trabajo y siguieron perfilando sus conceptos artísticos.

### Traslado al bulevar Raspail

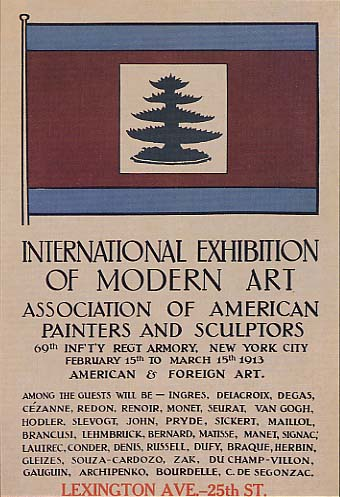
Cartel del Armory Show (1913).

En septiembre de 1912 visita París un par de semanas para organizar su traslado a un nuevo estudio en el 242 del bulevar Raspail, pero vuelve a Sorgues, donde trabaja sobre El aficionado (Le torero) y El poeta (Museo de Arte de Basilea). El endurecimiento y aplanamiento de las formas caracteriza el cubismo hermético, que marca el inicio de la transición al cubismo sintético. Hacia finales de septiembre vuelve a París con Eva para recoger sus pertenencias y mudarse al nuevo estudio, donde se instalan el primero de octubre. A mediados de noviembre comienza la primera serie de papiers collés, en respuesta al trabajo de Braque en este medio, aplicando las técnicas de ensamblaje e incorporación de materiales en Guitarra, partitura, vaso (Museo de Arte McNay, San Antonio, Texas): sobre un fondo de papel pintado, Picasso pegó fragmentos de papel entre los que hay un titular de Le Journal en el que preservó las palabras La bataille s'est engagé[e] (ha empezado la batalla).
A mediados de diciembre volvió a Céret, desde donde viajó a Barcelona con Eva durante las fiestas navideñas. Volvió a París el 21 de enero de 1913, donde empezó a trabajar en Violín colgado en la pared (Museo de Bellas Artes, Berna), en el que puso en práctica el uso de añadir arena en la pintura y en una doble imitación, simula el efecto de collage mediante planos que recuerdan los recortes de papel (que a su vez imitan una textura de madera) que solían usar Braque y Picasso en sus collages, al tiempo que realizó una segunda serie de papiers collés en los que utiliza diarios contemporáneos de París (en varios de ellos utilizó Le Figaro) o de Céret en la que se observa un incremento de la abstracción y mayor colorido.
A finales de febrero se celebró la primera retrospectiva de Picasso en Alemania, en la Moderne Galerie Heinrich Thannhauser en Múnich; también se incluyeron ocho obras suyas y tres de Braque en la International Exhibition of Modern Art (el Armory Show) en Nueva York, en el 69th Regiment Armory, que posteriormente viajaría a Chicago y Boston, uno de los eventos más influyentes en la historia del arte estadounidense en la que también estaba el famoso Desnudo descendiendo una escalera de Marcel Duchamp.

## Cubismo sintético

### Cubismo poético
Picasso y Eva volvieron a Céret en marzo de 1913, aunque viajaría en varias ocasiones a Barcelona. Su padre murió a principios de mayo y Picasso acudió a su funeral. La salud de Eva tampoco era buena, y empeoró a finales de la primavera. En junio Picasso volvió a París, al tiempo que cayó enfermo con anginas o bronquitis (de las que se recuperaría a finales de julio), al igual que Eva, que al parecer nunca se recuperó del todo. En agosto vuelven a Céret, donde completó Hombre con guitarra (MoMA, Nueva York), en el que se muestra el cubismo sintético desarrollado: motivos fragmentados del cubismo analítico sintetizados en formas grandes y planas que son «signos» de objetos. Tras una corta estancia, volvieron el 19 de agosto a París, donde comenzaron la mudanza a un nuevo estudio en el número 5bis de la calle Schoelcher, en el bulevar Raspail, con vistas al cementerio del Montparnasse. En ese momento se inició el periodo llamado cubismo poético.
Alrededor de la época del Salón de Otoño, Picasso pintó dos grandes obras de particular importancia, el Jugador de cartas (MoMA, Nueva York), que contiene muchos elementos del collage trampantojo, y Mujer en camisa sentada en un sillón (colección privada, Nueva York), en la que se combinan el color del cubismo analítico y los patrones esquemáticos del sintético. Sigue desarrollando por otro lado sus ensamblajes; hacia finales de año el ruso Vladímir Tatlin, que conocía su trabajo por la colección Shchukin de Moscú, visitó París para ver a Picasso y su estudio, donde vio las construcciones de este. A su retorno a Moscú, Tatlin hizo sus primeras construcciones.

## Cubismo surrealista
En 1914 Picasso realizó una tercera serie de papiers collés. El 14 de enero Kahnweiler publicó El sitio de Jerusalén de Max Jacob, ilustrado por Picasso. Fue el inicio del cubismo surrealista. También trabajó en sus construcciones, entre las que destaca El vaso de absenta (MoMA, Nueva York), de la que su marchante Kahnweiler ordenó seis copias en bronce, pintadas de distintos modos, algunas altamente coloreadas, otras con textura de arena.

## Cubismo puntillista y cubismo frío

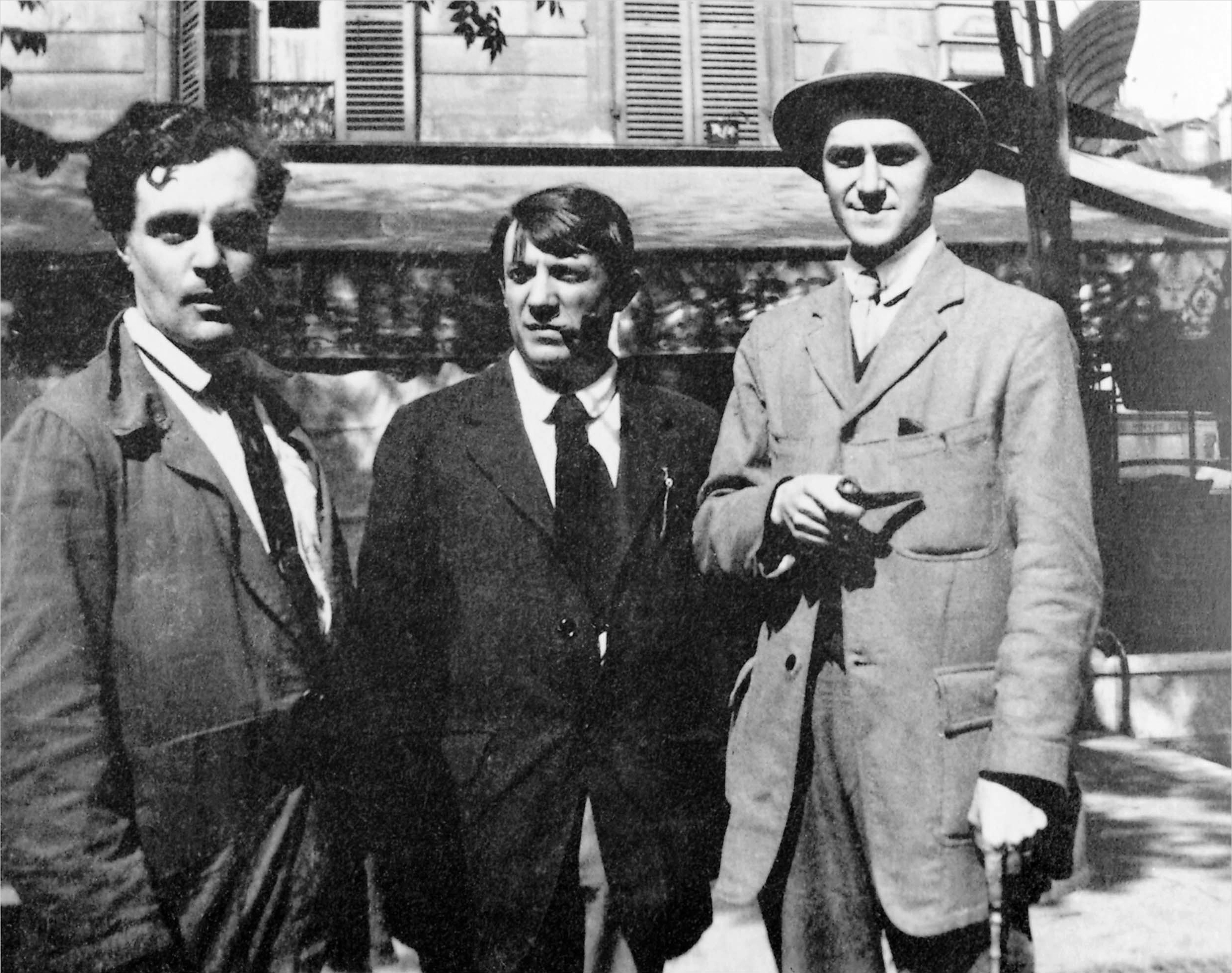
Modigliani, Picasso y André Salmon frente al Café de la Rotonde, París, en 1916.

A finales de junio Picasso y Eva se instalaron en Aviñón, cerca de Derain, que estaba en Montfavet, y de Braque en Sorgues. El atentado de Sarajevo en el que fueron asesinados el archiduque Francisco Fernando de Austria y su esposa desencadenó el inicio de la Primera Guerra Mundial. Apollinaire solicitó la ciudadanía francesa para alistarse como voluntario; Braque y Derain fueron movilizados, Picasso se despidió de ellos en la estación de Aviñón el 2 de agosto de 1914. En otoño, aún en Aviñón, Naipes, vasos, botella de ron (Vive la France) (Colección Leigh B. Bloch, Chicago) abrió el periodo del cubismo puntillista. Trabajó en series de dibujos de hombres apoyados en una balaustrada, una mesa o una silla, en estilos que van del naturalismo al cubismo; el lienzo inacabado El artista y su modelo (Museo Picasso, París), que presumiblemente sería Eva, muestra una tendencia de retorno a la figuración representacional que resurgirá posteriormente.
De retorno a París a mediados de noviembre, su en cierto modo ambivalente actitud hacia la guerra y su relación con sus patrones alemanes Kahnweiler y Thannhauser, unidos a que la mayor parte de los hombres jóvenes estaban en el frente, provocaron que Picasso fuera visto con desconfianza. En invierno pintó el óleo Naturaleza muerta: guitarra, periódico, vaso y as de trébol (Museo Picasso, París),
que introdujo el periodo llamado cubismo frío,
donde la composición se trabajaba en colores fríos, con una predominancia del azul.

## Enfermedad y muerte de Eva
En enero de 1915 realizó el dibujo a lápiz Retrato de Max Jacob (Museo Picasso, París), en un estilo naturalista. La salud de Eva sigue declinando y sufre una operación; en mayo, mientras ella se encuentra en un sanatorio, Picasso tiene un romance con Gabrielle Depeyre, con la que realizó ese mismo año un viaje en secreto a Saint-Tropez. En agosto realiza otro dibujo, Retrato de Ambroise Vollard (Museo Metropolitano de Arte, Nueva York), de técnica clásica y parecido casi fotográfico. Este tipo de dibujos seguían siendo contemporáneos con pinturas cubistas, como Arlequín (MoMA, Nueva York), una composición austera de grandes áreas geométricas monocromas sobre un fondo negro, parte de una serie larga sobre ese tema, que puede entenderse como una alegoría de la pérdida, particularmente la enfermedad fatal de Eva, que fue trasladada al hospital de Auteil en noviembre. Picasso pasó momentos muy duros, «mi vida es un infierno», le escribía a Gertude Stein. Eva falleció el 14 de diciembre de 1915.
Durante la guerra su trabajo se centró en bodegones cubistas y retratos de estilo naturalista; el cubismo, puntillismo, manierismo y neoclasicismo coexistieron en su trabajo desde 1917. Al finalizar la guerra, aunque siguió trabajando simultáneamente en estos estilos tan dispares, Picasso tendió poco a poco hacia un estilo neoclásico, que se mostró plenamente desarrollado en 1920 y que sustentó su interés hasta 1924.

## LosBalletsRusos

### Las señoritas de Aviñónen el Salón de Otoño
En 1916 tuvo relaciones con dos mujeres: Gabrielle Lespinasse, una corista de Montparnasse con la que tuvo un romance sin consecuencias y Elvira Paladini, sensual y sibarita, cuya presencia estimuló una cierta premonición de Italia en la obra de Picasso. En marzo, Apollinaire regresó herido del frente y Picasso realizó varios dibujos retratándole en los siguientes tres meses, como Retrato de Apollinaire (colección privada), también en un estilo realista. En junio comenzó a mudarse al número 22 de la calle Víctor-Hugo, en el barrio de Montrouge. Realizó varios retratos de Elvira Paladini y de Apollinaire, en un estilo realista, y varios dibujos de arlequines que recuerdan en su trazo a la época rosa. En julio se produjo la primera exhibición al público de Las señoritas de Aviñón en el Salón de Otoño, que organizó André Salmon. Al igual que sucedía con el cubismo, la crítica fue bastante dura con una obra que no alcanzaban a comprender.

### Parade

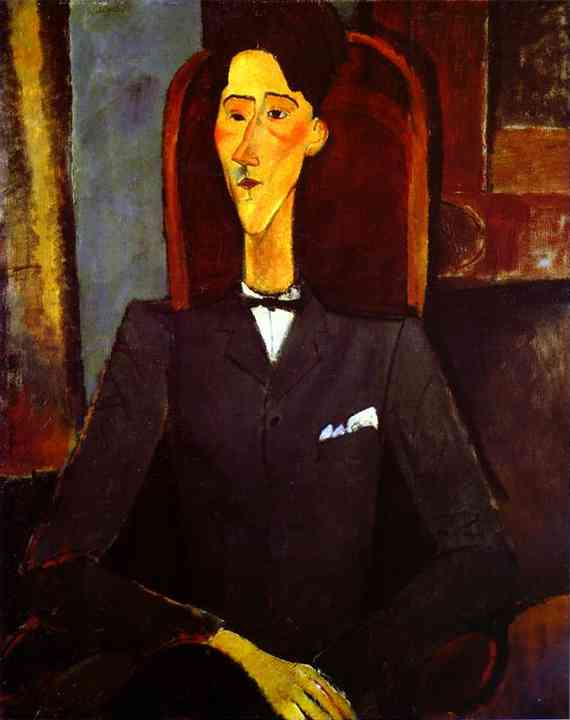
Retrato de Jean Cocteau (1916) por Amedeo Modigliani.

Tras un par de visitas previas, Jean Cocteau, a quien conoció en diciembre del año anterior, lo invita el 1 de mayo a realizar el diseño del decorado para la compañía de los Ballets Rusos, dirigida por Serguéi Diáguilev, con libreto del mismo Cocteau y música de Erik Satie; durante la visita realizaría un retrato realista del escritor. A finales de mayo Cocteau llevó a Diáguilev a visitarlo a su estudio, donde discutieron planes para el ballet, Parade. En agosto de 1916, aceptó finalmente trabajar en el ballet Parade. Picasso introdujo varios cambios en la obra, ideas que gustaban a Satie más que las de Cocteau. Finalmente en septiembre se pusieron de acuerdo, y en enero de 1917 confirmó con Diáguilev el acuerdo para realizar los decorados y vestuario para el ballet por la suma de 5000 francos, con 1000 francos adicionales si tuviera que ir a Roma. Entre febrero y marzo, trabajó sobre el Telón para el ballet Parade (Musée National d'Art Moderne, Centro Georges Pompidou, París).
El 19 de febrero, llegó con Cocteau a Roma para unirse a Diáguilev y los Ballets Rusos. Permaneció ocho semanas en el Grand Hôtel de Russie, en la esquina de la Vía del Babuino y la Piazza del Popolo, donde hizo muchos dibujos de la Villa Médici desde su ventana. Produjo muchos bocetos para los vestidos y decoración del ballet en un estudio alquilado en el 53b de la Vía Margutta. Cuando no estaba trabajando socializaba con Diáguilev, el coreógrafo de la obra Léonide Massine, el diseñador escénico Léon Bakst, Cocteau e Ígor Stravinski, de los que hizo retratos rápidos y caricaturas. También se encontró con los artistas futuristas italianos y visitó los lugares famosos de la ciudad con ellos, la Capilla Sixtina, las Estancias de Rafael y los museos vaticanos de escultura. Su estancia en Roma renovó su interés en el estilo académico de Ingres, cuya influencia se reflejaría en su obra en los años siguientes. Durante este periodo conoció a la bailarina Olga Jojlova, miembro de la compañía de Diáguilev con la que acabaría casándose.

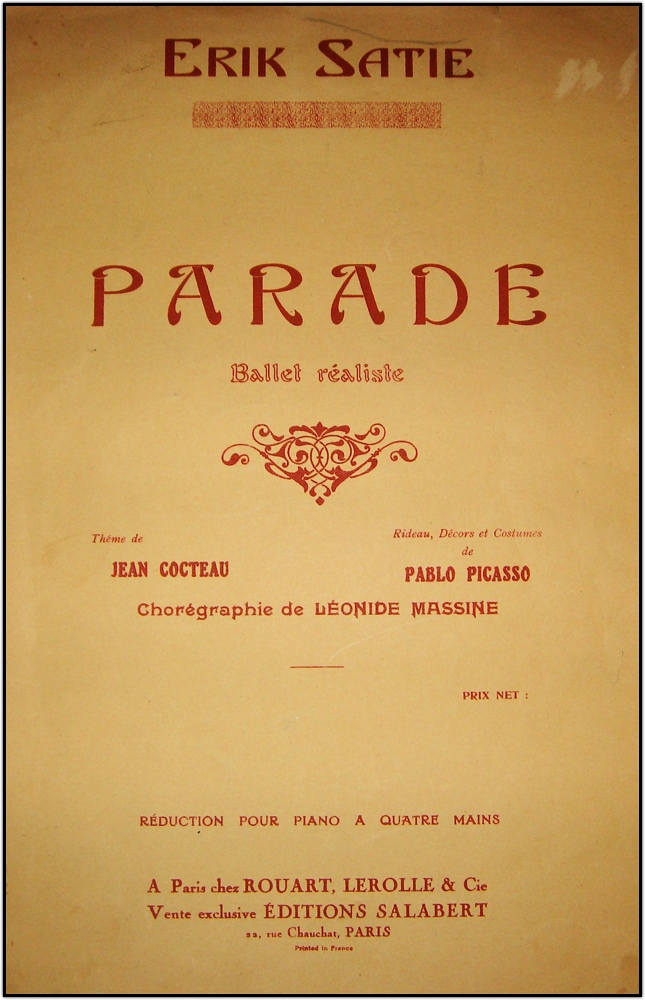
Partitura de Parade, música de Erik Satie. Este ballet fue la primera de una serie de colaboraciones de Picasso para la realización de telones, decorados y vestuarios para el teatro o la danza.

En marzo de 1917, Diáguilev llevó a Picasso, Stravinski, Cocteau y Massine de viaje a Nápoles, desde donde visitaron las ruinas de Herculano y Pompeya. En esos días vio la luz en París el magacín de literatura vanguardista Nord-Sud, que durante su corta existencia destacó como un poderoso foro de discusión vanguardista sobre cubismo, e intentó reunir los centros parisinos de literatura tradicional y de vanguardia, Montmartre y Montparnasse. Entre sus colaboradores se encontraban buena parte de los escritores que darían forma al surrealismo: Apollinaire (que acuñó el término por esas fechas), André Breton, Louis Aragon y Tristan Tzara entre otros. En abril, Cocteau regresó a París y Picasso se unió a la compañía de los Ballets Rusos en su viaje por Italia para estar cerca de Olga, pasando por Florencia (donde visitó la Capilla de los Médici, con las tumbas realizadas por Miguel Ángel) y Venecia.
Tras la gira por Italia, la compañía se dirigió a finales de abril a París, donde el 18 de mayo de 1917 tuvo lugar la primera presentación de Parade en el Théâtre du Châtelet. La conjunción de estilos vanguardistas en arte, música y coreografía de la obra, en un periodo marcado por la guerra en Europa, convirtió ésta en el escándalo que Diáguilev esperaba, siendo tachada de «ofensivamente anti-francesa». Apollinaire señaló en su ensayo para el programa del ballet que la síntesis de los diseños de Picasso y la coreografía de Massine alcanzaba por primera vez un tipo de «surrealismo donde veo el punto de partida de una serie de manifestaciones de este Nuevo Espíritu». Las noticias en la prensa fueron, por otro lado, terribles. Entre mayo y junio, realizó un realista Autorretrato (Museo Picasso, París) y Los ojos del artista (Museo Picasso, Málaga).

### Estancia en Barcelona
Enamorado de Olga, Picasso acompañó a los Ballets Rusos a Madrid, donde actuaron durante el mes de junio; por influencia de Olga y su contacto con la compañía, Picasso frecuentó la alta sociedad madrileña. El 23 de junio llegaron a Barcelona, donde los Ballets Rusos representaron Las Meninas en el Teatro del Liceo. A finales de mes la compañía partió para Sudamérica, mientras que Olga y Picasso, ya comprometidos, se quedaron cuatro meses en Barcelona, donde sus amigos artistas catalanes Miguel Utrillo, Ángel Fernández de Soto, Ramón Reventós, Pallarés, Ricardo Canals, los hermanos Vidal y Francisco Iturrino le dieron un banquete de bienvenida en las Galerías Layetanes en julio. Pintó el naturalista Arlequín de Barcelona (Museo Picasso, Barcelona) y Olga Jojlova con mantilla (Museo Picasso, Málaga); Mujer con vestido español (La Salchichona) (Museo Picasso, Barcelona), con técnica divisionista; en un estilo cubista, Mujer sentada en un sillón (Personaje) (Museo Picasso, Barcelona) y Frutero (Museo Picasso, Barcelona). También realizó numerosos dibujos de corridas de toros y retratos y dibujos de Olga.
En noviembre los Ballets Rusos volvieron a España; representaron Parade en Barcelona, con una tibia recepción; durante la representación la hermana de Picasso, Lola, y su marido le presentaron al por entonces estudiante de arte Joan Miró. A finales de noviembre Olga y Picasso se preparan para volver a París.

## Periodo duquesa

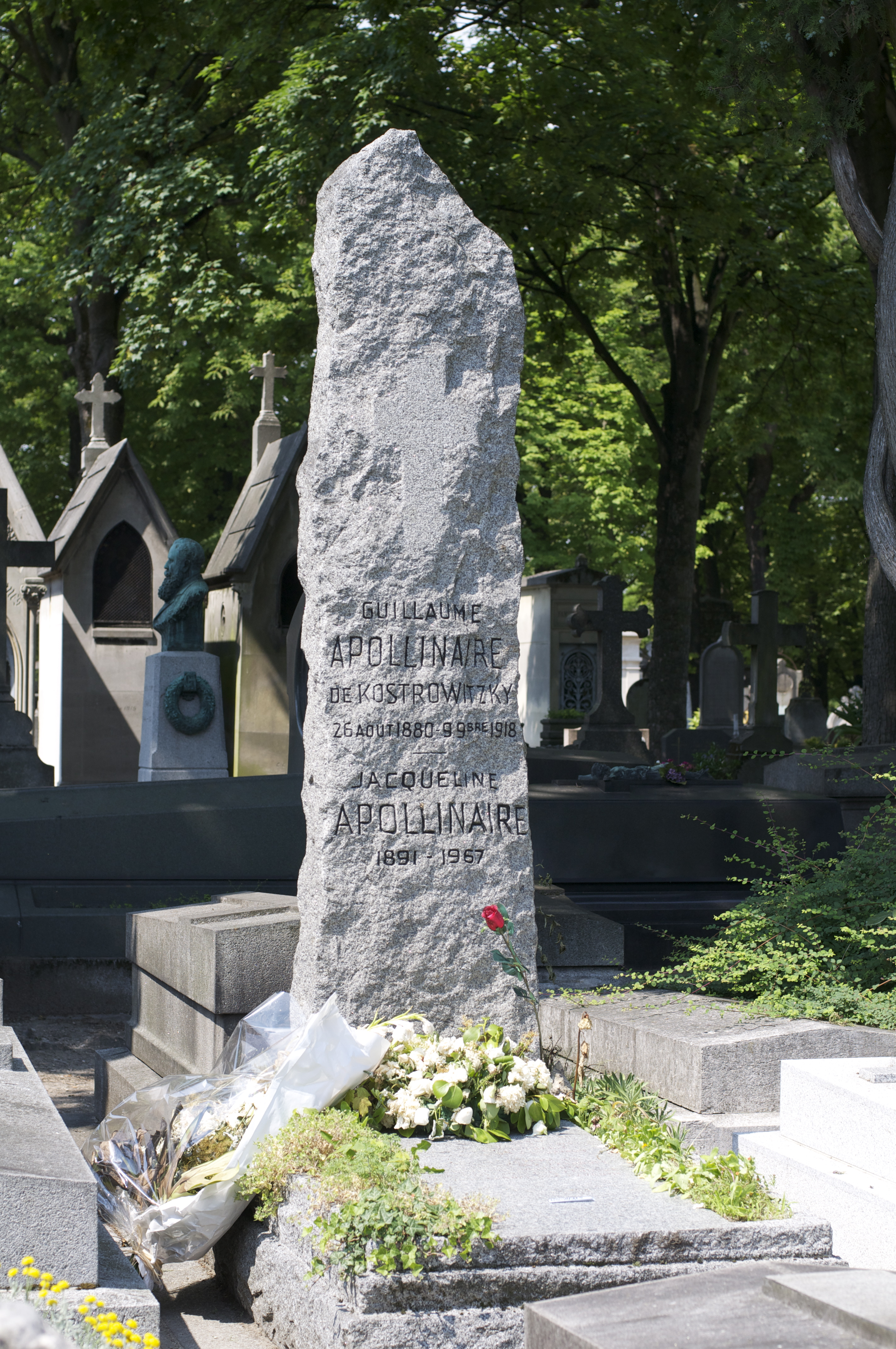
La tumba de Apollinaire en el cementerio del Père Lachaise presenta un monumento-menhir concebido por Picasso y financiado por la venta de dos obras de Matisse y Picasso el 21 de junio de 1924.

1918 marca el inicio de lo que Max Jacob identificó como el periodo duquesa, que terminó sobre 1923. Desde el 23 de enero hasta el 15 de febrero de 1918, Picasso expuso con Matisse en la galería de Paul Guillaume, una serie de pinturas protocubistas. En un clima aún hostil al cubismo, la exposición suscitó numerosos comentarios en la prensa; es posible que Las señoritas de Aviñón fueran parte de la exposición. Finalizó un Retrato de Olga en un sillón (Museo Picasso, París) en el estilo neoclásico de Ingres; Olga insistía en que sus retratos fueran reconocibles.
Entre abril y mayo se mudó con Olga al Hotel Lutetia, un hotel de moda de primera clase en el bulevar Raspail; su estilo de vida cambió, frecuentaba el círculo de los Ballets Rusos y se movía entre la alta sociedad. El 12 de julio se casó con Olga, primero en la ceremonia legal requerida y luego en una misa de tres horas en la Iglesia Ortodoxa Rusa de la calle Daru, en París. Sus familias no acudieron, y Picasso pidió a Jean Cocteau, Max Jacob y Apollinaire que actuaran como testigos. Tras la boda, Olga se negó a ir a Montrouge, diciendo que no volvería jamás a esa casa «que olía a demasiadas mujeres». El 30 de julio llegaban a Biarritz en luna de miel; permanecieron en la Villa La Mimoseraie, de su amiga chilena Eugenia Errázuriz. Allí desarrolló temas marinos, como Las bañistas (Museo Picasso, París), en un estilo manierista con reminiscencias de sus figuras alargadas inspiradas en el estilo del Greco. Su anfitriona le presentó a los marchantes de arte Georges Wildenstein y Paul Rosenberg; Rosenberg, en nombre de Wildenstein, hizo un contrato con Picasso. Realizó algunos retratos al estilo neoclásico de Ingres de sus mujeres y de la sociedad pudiente que venía de visita.
A finales de septiembre volvió con Olga a Montrouge. Paul Rosenberg se convirtió en el marchante oficial de Picasso, quien solo aceptó un acuerdo verbal con este, que otorgaba al marchante la primera opción a la obra del artista; Daniel-Henry Kahnweiler había sido su marchante desde 1907 hasta que estalló la guerra entre Alemania y Francia y se vio forzado a marchar a Suiza. El 8 de octubre Picasso alquiló un gran apartamento en la rue de La Boëtie. Es probable que conociera en aquella época a Louis Aragon, y a través de este y Apollinaire a André Breton. Poco después, el 9 de noviembre de 1918, dos días antes de que se firmara el armisticio de Rethondes que ponía fin a la Primera Guerra Mundial, murió Apollinaire de gripe de 1918 en su apartamento del bulevar Saint-Germain. Desde entonces, Picasso visitó en esa fecha cada año la tumba de su amigo en el cementerio del Père-Lachaise.

### El sombrero de tres picos
Durante 1919 siguió trabajando en obras cubistas y realistas simultáneamente. Realizó algunas obras realistas, en las que se aprecia cierta monumentalidad y peso escultórico en las figuras, como Naturaleza muerta con jarra y manzanas (Museo Picasso, París) y La siesta (MoMA, Nueva York)
en el estilo robusto y clásico del último Ingres, un carácter escultural y apariencia masiva en las figuras que se manifestaría en sus obras neoclásicas de 1920.
La llegada de los Ballets Rusos a Londres tras la guerra coincidió con un momento en que interesarse por el arte, especialmente en arte de vanguardia, estaba de moda. El ballet permitía combinar el prestigio de los grandes bailarines con el escándalo de los jóvenes artistas revolucionarios, lo que tanto agradaba a esnobs como atraía a los intelectuales. En mayo, Picasso llegó a Londres, donde Diágilev preparaba un nuevo ballet con música de Manuel de Falla, El sombrero de tres picos, basado en la novela homónima de Pedro Antonio de Alarcón. Picasso se entusiasmó con la historia, ambientada en el sur de Italia en el siglo XVIII; y con la oportunidad de trabajar de nuevo con Massine y por primera vez con Falla. Durante los tres meses que estuvo en Londres realizó numerosos bocetos, dibujos y acuarelas para los decorados, el vestuario y el telón, que pintó personalmente asistido por Vladimir Polunin y su esposa Elizabeth. Cuando no estaban ocupados con los ensayos y pruebas del ballet se relacionaban con la sociedad inglesa, donde Picasso conoció a muchos artistas y escritores.
El estreno de El sombrero de tres picos en el Alhambra Theatre el 22 de julio de 1919 fue un enorme éxito que hizo que en poco tiempo se abrieran escuelas de danza española en Londres. Massine había aprendido los ritmos del flamenco y los aplicó en la coreografía de los bailarines, cuyo vestuario se adaptaba a la acción. Picasso había utilizado instintivamente curvas y zig-zags, motivos característicos de los carros de los campesinos españoles, ritmos que descienden probablemente de los arabescos caligráficos árabes. El contraste de verdes, rosas, rojo y negro evocaban igualmente España. El crítico Jean Bernier escribió: «todo el vestuario está, sin excepción, lleno de calidez y fuerza, templado por un gusto por la dignidad que es muy andaluz».
Acompañando al éxito del ballet vino la vida social; Picasso y Olga, para deleite de ésta, fueron invitados a una serie de fiestas de la alta sociedad. Picasso encargó trajes en los mejores sastres y aparecía impecablemente vestido en las recepciones de moda. En agosto Olga y Picasso volvieron a París, y de allí marcharon a Saint-Raphaël, en la Costa Azul; es probable que en el trayecto en tren Picasso observara la escena de cosecha que describió en La siesta. El tema de las ventanas en Saint-Raphaël, que trabajó ese verano en muchas acuarelas y dibujos, persistió en la obra de Picasso a su retorno en otoño a París hasta inicios de 1920.

### Pulcinella
Instalado en su apartamento de la rue de la Boëtie, Picasso se fue distanciando de la bohemia en la que vivía antes de la guerra; su vida personal era más tranquila, aunque se le podía ver vestido elegantemente en cócteles o comiendo fuera acompañado de Olga, vestida de Chanel. Su vinculación a los Ballets Rusos y a los marchantes Léonce y Paul Rosenberg le proporcionó una atención más favorable de la crítica y una mayor visibilidad.
En diciembre de 1919 Diágilev, de nuevo en París tras la temporada de Londres, le invitó a colaborar en un nuevo ballet inspirado en la Commedia dell'Arte, Pulcinella, con música de Stravinsky. Diágilev rechazó los primeros bocetos por ser demasiado modernos y recargados, posteriormente Picasso los simplificaría. A principios de 1920 desarrolló un gran número de bocetos y estudios para Pulcinella.
El 23 de enero de 1920 se representó El sombrero de tres picos en el Théâtre National de l'Opéra de París, al que invitó a su amigo Max Jacob, al que veía con menos frecuencia. Yendo hacia el teatro Jacob fue golpeado por un automóvil y hospitalizado; Picasso le visitó frecuentemente en el hospital, pero empezaron a verse menos a partir de entonces, dado que Jacob buscaba una vida social menos bulliciosa y pública.

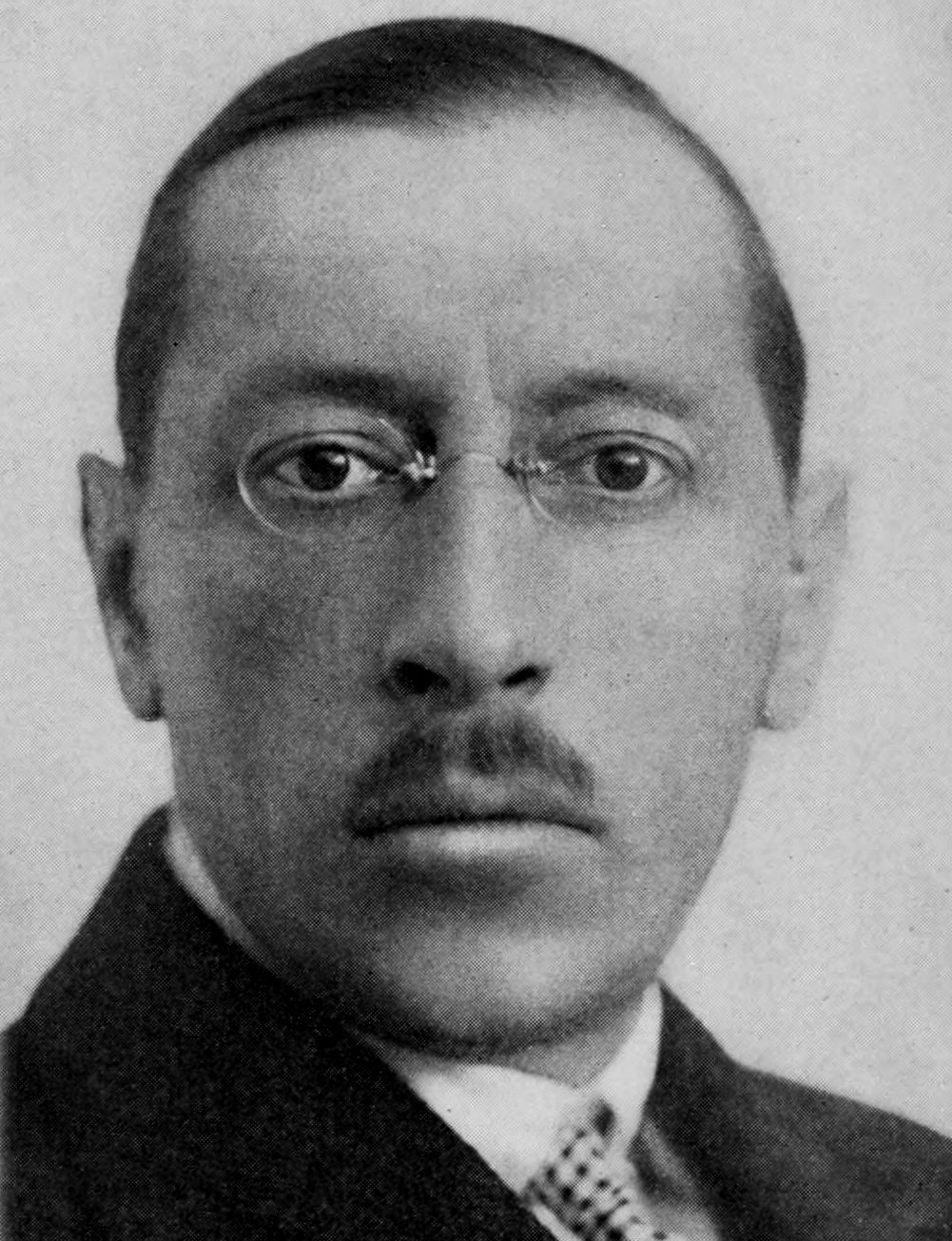
Igor Stravinsky en 1921. El músico ruso colaboró con Picasso en varias ocasiones, tanto para los Ballets Rusos como en la publicación de sus composiciones. Picasso dibujó en 1920 un Retrato de Igor Stravinsky (Museo Picasso, París).

La idea de Massine para el ballet derivaba de las representaciones callejeras que vieron en el viaje que realizaron en 1917 a Nápoles. Junto a Diágilev, desarrollaron el libreto sobre la base de antiguos textos napolitanos; la música de Stravinsky es un arreglo sobre música de Giovanni Battista Pergolesi, compositor italiano del siglo XVIII. Los primeros bocetos de Picasso eran de un estilo pseudorococó que, tras el rechazo inicial de Diágilev, simplificó en un estilo similar al cubismo con grandes superficies planas en azul, gris y blanco, sobre el que destacaba el vestuario de los personajes, basados en el estilo de los personajes tradicionales de la Commedia dell'Arte. Pulcinella se estrenó en el Théâtre National de l'Opéra de París en 15 de mayo de 1920.
Este estilo de los decorados de Pulcinella se extendió a la pintura de Picasso, como puede verse en Pulcinella con una guitarra delante de un telón (Massine saludando); los colores son vivos pero no estridentes, y la superficie pintada se volvió completamente plana. Durante el verano en Juan-les-Pins siguió desarrollando este estilo y temática en una serie de gouaches coloristas, geométricos y planos sobre la Commedia dell'Arte, como Pierrot y arlequín (Galería Nacional de Arte, Washington). En septiembre, aún en Juan-les-Pins, produjo una serie de dibujos y acuarelas sobre un tema de la antigüedad mediterránea, un episodio del intento de rapto de Deyanira, mujer de Hércules, por el centauro Neso, inspirados en los frescos pompeyanos que vio en su viaje a Nápoles en 1917.

### Cuadro flamenco
El 4 de febrero de 1921 nació su primer hijo, Pablo. En primavera inició los estudios para Cuadro flamenco, otro ballet de Diágilev, quien en esta ocasión contrató un grupo de ocho bailarines y cantantes andaluces para los que Falla hizo un arreglo de música popular. En principio había sido encargado al también español Juan Gris, pero Picasso, aduciendo que este estaba enfermo y no tendría tiempo para desarrollar el proyecto con un plazo tan corto, se le adelantó presentando la idea que abandonó en Pulcinella de una cortina con ornamentos rococós y los proscenios con parejas observando el espectáculo,
como puede verse en Proyecto de decorado para Cuadro flamenco (Museo Picasso, París). La relación con Gris se enfrió a consecuencia de ello, situación que se mantuvo hasta su fallecimiento en 1927. El 22 de mayo se estrenó la obra, en el Théâtre de la Gaîté-Lyrique. La cubierta del programa estaba ilustrada con cuatro desnudos en la playa en un estilo neoclásico similar a otras obras del mismo tiempo. A su vuelta a París, continuó con trabajos en el estilo monumental neoclásico.
Durante el verano, evitando el calor del sur de Francia, se trasladó con Olga y Pablo a Fontainebleau. El verano en Fontainebleau fue prolífico, con una mayoría de obras en el estilo escultural neoclásico. Los temas principales son madre y niño y mujeres en una fuente; puede verse en Madre e hijo en la orilla del mar (Instituto de Arte de Chicago), y Tres mujeres en la fuente (Museo de la Orangerie, París), con vestidos y peinados grecorromanos. También creó dos obras maestras del estilo cubista sintético: Músicos con máscaras (MoMA, Nueva York) y Músicos con máscaras (Tres músicos) (Museo de Arte de Filadelfia); el tema rememora su colaboración con los Ballets Rusos, particularmente algunos de los estudios para arlequines y pierrots de Pulcinella.

### Antígona
En 1922 Breton, asesor de Jacques Doucet en cuestiones de arte, comenzó a convencerle de la importancia de incorporar grandes obras de Picasso a su colección de arte moderno, que llevaría en 1924 a la adquisición de Las señoritas de Aviñón. En junio, durante una visita a Dinard (Bretaña), pintó Dos mujeres corriendo por la playa (La carrera) (Museo Picasso, París). una idealización de las figuras monumentales que pintó en 1921 con un nuevo elemento, el tratamiento del movimiento, que posteriormente sirvió de modelo para el telón de Le Train Bleu de Diágilev en 1924. También realizó algunos bocetos de su hijo y de su mujer y su hijo juntos, como puede verse en Familia a orillas del mar (Museo Picasso, París). El 20 de diciembre de 1922 se estrenó la adaptación modernizada de Jean Cocteau de la Antígona de Sófocles en el Théâtre de l'Atelier, en Montmartre (París). La obra contó con decorado de Picasso, vestuario de Coco Chanel y música de Arthur Honegger.

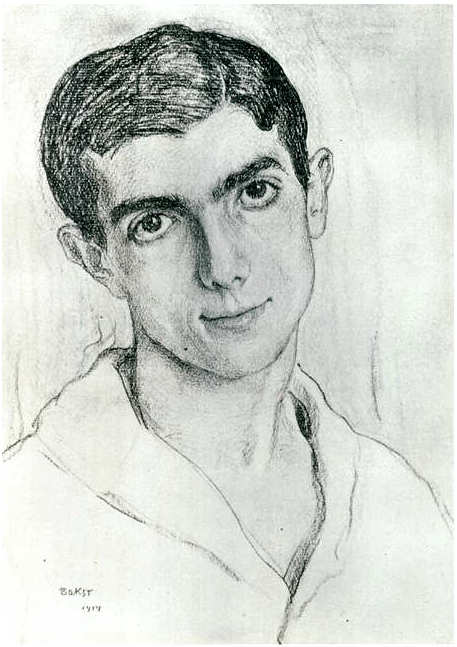
Léonide Massine, coreógrafo que colaboró habitualmente con Picasso en las producciones de los Ballets Rusos de Diágilev. Su Mercure fue el último ballet en el que trabajaría Picasso.

En 1923 Picasso continuó con el tema del arlequín; realizó varios retratos de Jacint Salvadó disfrazado de arlequín en un estilo menos monumental y más lírico. También realizó retratos de su hijo Pablo y de su mujer Olga; y el Retrato de Doña María (la madre del artista) (colección privada). Ese verano volvió de nuevo a la Riviera, instalándose en Antibes con Olga y Pablo. Realizó La flauta de Pan (Museo Picasso, París), así como varios dibujos y bocetos sobre el mismo tema. En Antibes visitó mucha de la sociedad que pasaba sus vacaciones, como el pintor Gerald Murphy y su esposa Sarah (que aparece en sus dibujos) y el conde Étienne de Beaumont y su esposa; Beaumont le pidió que diseñara el decorado y vestuario para Mercure, que se estrenaría el verano de 1924.

### Mercure
El coreógrafo Léonide Massine había abandonado los Ballets Rusos para producir un ballet para el conde Étienne de Beaumont en una serie de espectáculos privados conocidos como Les Soirées de Paris en verano de 1924, con objeto de ayudar a la aristocracia rusa. Con música de Erik Satie y decorados y vestuario de Picasso, Massine produjo Mercure, el ballet más extraño y original desde Parade. Los planos angulares y líneas rectas de Parade fueron reemplazadas por líneas curvas y onduladas, siluetas sinuosas en el decorado y el diseño de vestuario. El estreno de Mercure el 18 de junio en el Théâtre de la Cigale fue mal recibido por la crítica y el público. Algunos de los surrealistas criticaron que Picasso se involucrara en un proyecto burgués en ayuda de la aristocracia, pero Breton salió al paso defendiendo el trabajo artístico de Picasso, proclamando en su ensayo Hommage à Picasso (Homenaje a Picasso) «En lo que a mí respecta, considero la colaboración de Picasso en Mercure como el evento artístico más importante en los últimos años».
Dos días después se estrenó Le train bleu, última colaboración con los Ballets Rusos de Sergéi Diágilev, en el Teatro de los Campos Elíseos. El telón fue pintado por el pintor de escenarios Alexander Shervashidze, a partir del gouache de Picasso Dos mujeres corriendo por la playa (La carrera). El propio Picasso firmó el telón «Dedicado a Diágilev Picasso 24».
En el verano de 1924 se instaló en la Villa La Vigie, en Juan-les-Pins. Picasso desarrolló en un cuaderno de bocetos una serie de dibujos pre-surrealistas, constelaciones de líneas y puntos, que fueron utilizados años después para una edición ilustrada preparada por Ambroise Vollard de Le Chef-d'œuvre Inconnu de Honoré de Balzac.
Para celebrar los cumpleaños de su hijo, Picasso realizaba retratos del niño cada año; en 1924 pintó Pablo de arlequín (Museo Picasso, París).
La polémica en torno a las Soirées de Paris creció durante el verano y provocó un cisma entre los exdadás, enfrentando al grupo de Breton contra otro que giraba alrededor de Ivan Goll. En octubre Breton publicó el Manifiesto surrealista, en el que perfiló las consecuencias artísticas de la teoría del psicoanálisis y la interpretación de los sueños de Sigmund Freud. El término surrealismo, que acuñara Apollinaire en 1917, fue adoptado por Breton como nombre de su grupo. Aunque Picasso nunca se unió oficialmente al movimiento surrealista, su obra fue muy admirada por Breton, tanto como fue por Tristan Tzara y los dadaístas. La obra de Picasso aparece reproducida en ocho de los once números de La Révolution Surréaliste, publicados entre 1924 y 1929.

## Periodo surrealista
Desde su matrimonio con Olga y el nacimiento de su primer hijo, Pablo, Picasso disfrutaba de una vida familiar feliz; llevaba una vida social muy activa, alternando con la aristocracia y la intelectualidad parisina; la crítica de vanguardia alababa sus logros artísticos, aunque se centraban en los aspectos formales, ignorando los elementos intuitivos y psicológicos de su obra. Aceptado por la sociedad y la crítica, Picasso estaba considerado como una parte de la tradición francesa que descollaba por encima de las travesuras de la nueva generación de dadaístas antiburgueses, que empezaban a ser suplantados por el grupo que se conocería como los surrealistas.

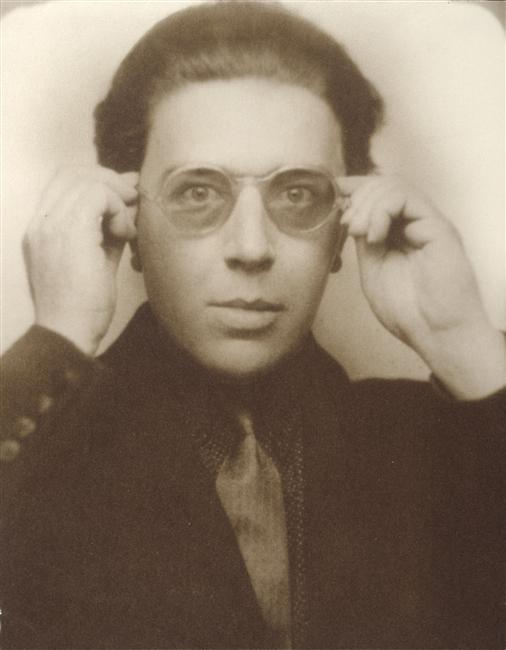
André Breton fue un gran admirador del arte de Picasso, al que consideró como un exponente del Surrealismo, pese a que nunca se uniera oficialmente al movimiento.

En 1925 pintó, para el cuarto cumpleaños de su hijo, Pablo de pierrot (El hijo del artista) (Museo Picasso, París), en un estilo naturalista similar al retrato de arlequín que pintó el año anterior. También pintó La danza (Tate Modern, Londres). Se trata de un momento crucial en el desarrollo de Picasso, tras un periodo en el que trabajó tanto una forma decorativa del cubismo sintético como un estilo figurativo neoclasicista. La danza está en deuda con ambos estilos, pero su importancia radica en que marca una ruptura con una fase serena y clásica y el inicio de un nuevo periodo de violencia emocional y distorsión expresionista.
La danza constituyó el inicio del periodo surrealista de Picasso, entre 1925 y 1938. Antítesis de sus dibujos clásicos sobre la danza, el carácter expresionista del cuadro simbolizaba la creciente irritación de Picasso hacia Olga y las mujeres en general; herido por la muerte de su amigo Ramón Pichot, creía que su mujer Germaine, que había sido la causa de la muerte de Casagemas, destruyó a su amigo como Olga le estaba destruyendo a él. Al dolor por la muerte de Pichot se une la del músico Erik Satie en julio. En verano pintó, en Juan-les-Pins, El beso (Museo Picasso, París), de un espíritu más agresivo aún que La danza. El motivo de las cabezas superpuestas, que aparece en la figura de la mujer y no en la escultura, encontraría continuidad en su obra posterior. Las cualidades irracionales de esta serie de obras, así como las de las primeras obras cubistas, eran las que Breton encontraba análogas a la teoría del automatismo practicada por los artistas surrealistas.
En el ensayo «El surrealismo y la pintura», publicado en julio de 1925 en el número 4 de La Révolution Surréaliste, Breton declaraba a Picasso como modelo de pintor y lo reclamaba como surrealista, al tiempo que señalaba la imposibilidad de aplicar una etiqueta que constriñera su trabajo: «La etiqueta "cubista" ha cometido mucho ese error». En noviembre se produjo la «Exposition: La Peinture Surréaliste», en la Galerie Pierre de París, en la que se expusieron dos de las pinturas del primer cubismo de Picasso, así como obras de Hans Arp, Giorgio de Chirico, Max Ernst, Paul Klee, André Masson, Joan Miró, Man Ray y Pierre Roy; Breton y Robert Desnos escribieron el prefacio del catálogo. La reseña de la exposición de Maurice Raynal en L'intransigeant decía: «¡El "padre del cubismo" se ha convertido en el hijo adoptivo de los surrealistas!». Picasso acompañó en noviembre a su madre, que había pasado las vacaciones con ellos en la costa, a Barcelona. Allí conoció a Dalí, y visitó su primera exposición en solitario en la Galería Dalmau.

### Cubismo curvilíneo
En 1926 trabajó un estilo que se ha identificado como cubismo curvilíneo, en el que se combinaban las superficies sinuosas del cubismo decorativo, la superposición de cabezas en las figuras y las deformaciones curvas exploradas en los dibujos de constelaciones, aplicadas a una red cubista. Puede verse en Las modistas (El taller de la modista) (Musée National d'Art Moderne, Centro Georges Pompidou, París) y El pintor y su modelo (Museo Picasso, París), obras monocromas pintadas en gris, negro, blanco y ocre canela. Realizó también varios retratos con cierto parecido a Marie-Thérèse Walter, una joven adolescente que según algunos autores presumiblemente conoció por vez primera a principios de 1925 en la Estación de París Saint-Lazare. Asimismo continuó trabajando el motivo de las cabezas superpuestas.
En abril recibió la visita en su estudio de Dalí; pese a la mutua admiración, los dos artistas no llegaron a ser grandes amigos. Su recomendación a Diágilev de trabajar con Miró y Max Ernst los decorados y vestuario de su Romeo y Julieta llevó a que éstos fueran amenazados de expulsión del grupo surrealista, contrario a la colaboración con «una producción burguesa para la alta sociedad».

### Bañistas biomórficas
En enero de 1927 conoció a Marie-Thérèse Walter, una joven rubia de diecisiete años de edad, frente a las Galeries Lafayette de París (aunque algunos autores sitúan la fecha dos años antes). En seis meses se convirtieron en amantes. Aunque mantuvieron su relación en secreto hasta el nacimiento de su hija Maya en 1935, las referencias a Marie-Thérèse aparecieron en su obra poco tiempo después de conocerla. La tensión marital con Olga creció, su vida se volvía muy complicada intentando mantener el secreto de su relación. Pasó un infeliz verano en Cannes añorando a Marie-Thérèse mientras Olga se resentía porque Picasso nunca estaba presente en las reuniones sociales que organizaba.
A finales de verano ejecutó un álbum de dibujos, Carnet des Métamorphoses, en el que dotó a bañistas biomórficas de formas esculturales elefantinas, con atributos sexuales que alcanzan proporciones monumentales, como puede verse en Bañista en la cabina (Figura femenina) (Museo Picasso, París). Aunque probablemente se trata de estudios para un monumento a Apollinaire, Christian Zervos escribió en 1929 que Picasso los propuso como monumentos para la Croisette, el elegante paseo que separa la playa de los grandes hoteles en Cannes. A finales de 1927, de vuelta en París, trabajó con el impresor Louis Fort en una serie de trece grabados, encargados por Vollard, sobre el tema del «artista y modelo» para el libro Le Chef-d'œuvre Inconnu que publicaría en 1931.

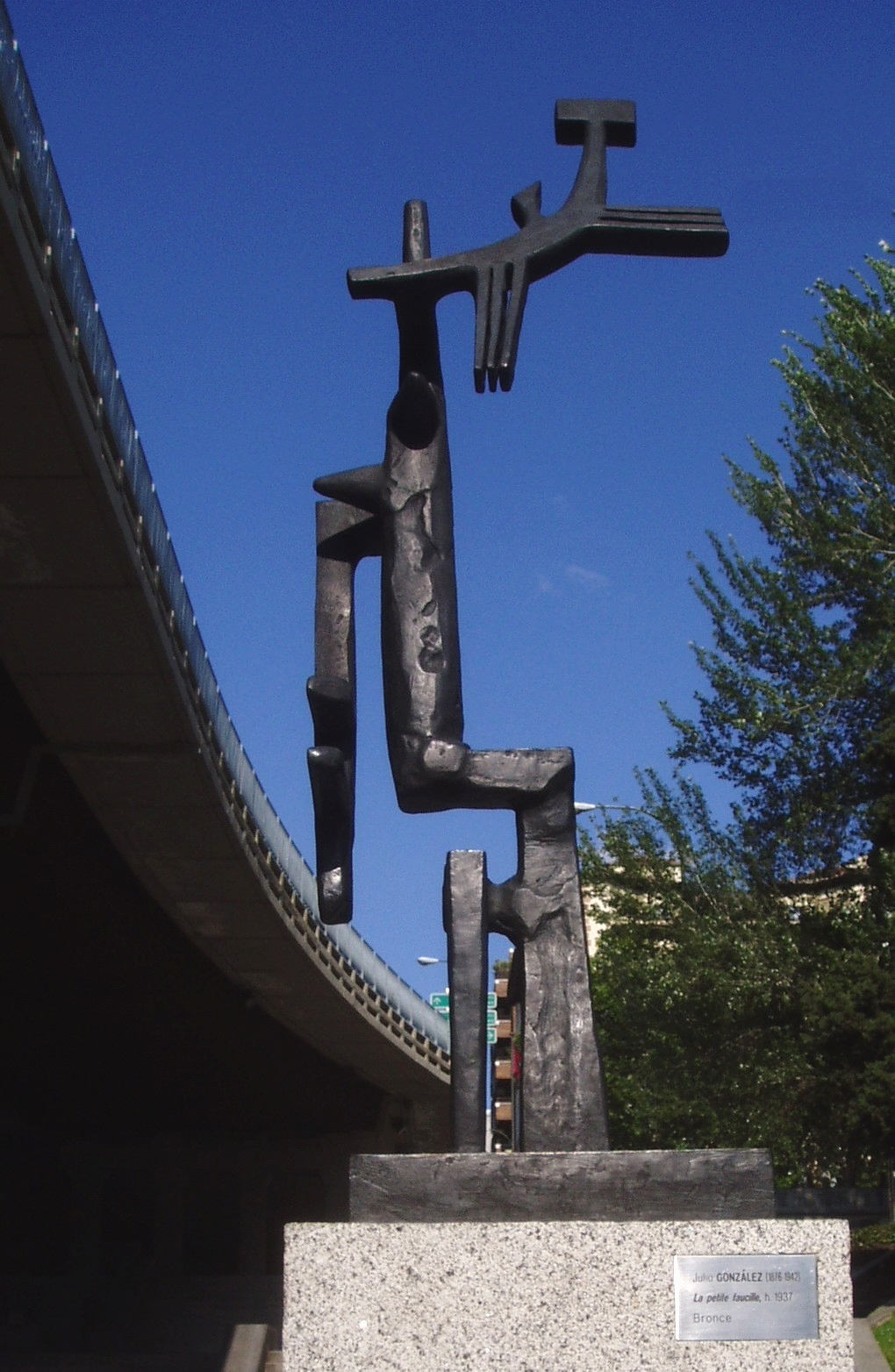
La petite faucille, de Julio González (1876-1942).
Picasso volvió a la escultura en 1928 de la mano de González, con quien aprendió a trabajar el metal. Hijo de una familia de orfebres catalanes, González aprendió a forjar y soldar en el taller de su familia, pero quería ser pintor y marchó a París en 1900. Tenía ya cincuenta años cuando decidió consagrarse a la escultura, coincidiendo con su colaboración con Picasso en el Monumento a Apollinaire (1928), pero pese a lo tardío de su vocación, se convirtió en un referente de la escultura contemporánea, «padre indiscutible» de la escultura en hierro del. Su lenguaje escultórico, basado en el ensamblaje de elementos lineales y planos vacíos que dibujan en el espacio, fue dominante entre las décadas de 1930 y 1950.

### Escultura en hierro
En enero de 1928 realizó un gran collage llamado El Minotauro (Musée National d'Art Moderne, Centro Georges Pompidou, París). Consistente en dos piernas que salen de una cabeza de toro, es la primera aparición en su obra del tema mitológico del Minotauro, mitad hombre, mitad toro, que culminó en el Guernica en 1937. También continuó trabajando el tema de las bañistas biomórficas y el pintor y su modelo.
En marzo de 1928 retomó su amistad con el escultor Julio González, cuyo estudio de la rue de Médéah visitó frecuentemente para continuar aprendiendo técnicas de soldadura. En junio realizó su primera escultura tridimensional desde 1914, el bronce Metamorfosis I (Bañista) [Personaje femenino] (Museo Picasso, París), a partir de dibujos de Marie-Thérèse completados en 1927.
En verano se instaló con Olga y Pablo en Dinard, en la Bretaña francesa; en secreto, hospedó a Marie-Thérèse en un campamento de verano para niños cercano, y la inició en sus prácticas sexuales sadomasoquistas preferidas. Continuó trabajando el tema de las bañistas biomórficas en cuadros y dibujos, como Bañista y cabina (MoMA, Nueva York), y una serie de estudios sobre construcciones en metal soldado, en la línea de las constelaciones de puntos unidos por una red de líneas, de cara a un futuro monumento a Apollinaire. De vuelta en París, en otoño trabajó con González sobre este proyecto en una serie de maquetas realizadas con varillas de hierro, que Kahnweiler describió como «dibujos en el espacio». Las maquetas fueron rechazadas por el comité encargado del monumento por considerarlas demasiado radicales e inapropiadas.

### La mujer castradora
En la primavera de 1929 realizó la escultura en hierro soldado y pintado La mujer en el jardín (Museo Picasso, París), en el taller de González. También inició los primeros estudios para La crucifixión (Museo Picasso, París),
que completaría en 1930. La tensión de su matrimonio con Olga se reflejaba en obras como Busto de mujer y autorretrato (colección privada), en el que una salvaje cabeza femenina con las fauces abiertas se impone sobre un perfil clásico de sí mismo. También en Gran desnudo en sillón rojo (Museo Picasso, París), donde la figura femenina se contorsiona en un grito revelando elementos perturbadores en el subconsciente del artista. La naturaleza surreal de esta pintura se aprecia también en otras muchas obras.
En enero de 1930 pintó Bañista sentada a orillas del mar (MoMA, Nueva York), una mujer concebida como una estructura ósea, una criatura amenazante que contrasta con la serena atmósfera de la playa, cuya cabeza se asemeja a la de una mantis, uno de los símbolos favoritos de los surrealistas (la mantis devora a su compañero durante el acto sexual). Varias obras precedentes y posteriores de Picasso tienen ese mismo tipo de cabeza, y algunas también lo que se conoce como vagina dentata, evocando el «miedo a la castración psicosexual» que los surrealistas simbolizaban a través de la mantis religiosa.

### Boisgeloup

#### Entre Marie-Thérèse y Olga
Sus obras se expusieron por vez primera en el Museo de Arte Moderno de Nueva York (MoMA), fundado el año anterior, como parte de la exposición «Painting in Paris». En junio adquirió el castillo de Boisgeloup, a setenta kilómetros al noroeste de París. Boisgeloup se convertiría en un refugio al que podía escapar con Marie-Thérèse; convirtió los establos en un estudio de escultura en el cual su deseo de volver a modelar en barro o escayola y la inspiración en su joven amante le estimularon a crear grandes bustos en escayola, algunos de ellos de una indudable naturaleza sexual. En otoño de 1930 realizó una serie de esculturas, la mayor parte talladas en madera y posteriormente fundidas en bronce, de pequeño tamaño y muy estilizadas. Por esas fechas, Marie-Thérèse se trasladó al número 44 de la calle Boétie, frente al apartamento donde Picasso vivía con Olga. Durante estos primeros años de la década de 1930 Picasso se sentía dividido entre la resistencia a romper su relación con Olga y su obsesión por Marie-Thérèse, quien fue la principal inspiración para las sensuales y sugestivas figuras femeninas de su obra.
En septiembre de 1930 inició la serie de cien grabados que formarían la Suite Vollard; Picasso trabajó en esta serie desde 1930 a 1937, aunque el grueso del trabajo lo realizó entre 1933 (sesenta y un grabados) y 1934 (veinticuatro grabados). Hans Bollinger distinguió en la Suite Vollard siete grupos temáticos: (i) temática variada [veinticuatro pliegos separados]; (ii) retratos de Vollard [tres pliegos]; (iii) batalla del amor [cinco pliegos]; (iv) el estudio del escultor [cuarenta y seis pliegos]; (v) Rembrandt [cuatro pliegos]; (vi) el Minotauro [once pliegos]; y (vii) el Minotauro ciego [cuatro pliegos]. «El artista y la modelo» es un tema general que se encuentra en los grabados de la Suite Vollard, especialmente en los dedicados al estudio del escultor. Picasso podía así, «inocentemente», representarse junto a Marie-Thérèse, a menudo desnuda. Es un tema al que Picasso recurrió a lo largo de la década de 1930; desapareció de su obra durante la guerra civil española y la ocupación alemana de Francia, aunque lo recuperó en sus últimos años.
En enero de 1931 completó Figuras a orillas del mar (Museo Picasso, París), una escena amorosa en la playa en la que los cuerpos, reducidos a unas formas redondeadas y escultóricas, se entremezclan de tal modo en el abrazo que no se distingue qué parte del cuerpo pertenece al hombre o a la mujer, la figura de la derecha, identificable como Marie-Thérèse por la forma de la cabeza. Picasso hacía así hincapié en la naturaleza dual de la sexualidad humana, mediante la contradicción entre la aparente ternura del abrazo y la pétrea presencia de las figuras y sus afiladas y agresivas lenguas. Las cabezas de las figuras recuerdan a El beso (dos cabezas) (Museo Picasso, París), de la misma fecha, donde las dos cabezas que se devoran mutuamente reflejan el conflicto con Olga. Paralelamente a los cuadros de formas monolíticas, realizó una serie de bodegones en un decorativo estilo cubista curvilíneo, de colores brillantes; puede destacarse Gran naturaleza muerta con velador (Museo Picasso, París), donde, en uno de sus más líricos y sexualmente simbólicos bodegones, las formas orgánicas sugieren el torso de Marie-Thérèse. El cuadro permaneció en la colección personal de Picasso hasta su muerte, cuando fue donada al Museo Picasso de París junto a cientos de otras obras, en lugar de los impuestos de sucesión.
En abril, la galería londinense Alex Reid & Lefevre organizó una retrospectiva con treinta y siete pinturas, Thirty Years of Pablo Picasso. En mayo tomó finalmente posesión del castillo de Boisgeloup, donde continuó trabajando el metal con González, incorporando objetos reales en su obra escultórica. Sus esculturas de 1930, ensamblajes de elementos de metal recortado y soldado, como La mujer en el jardín (Museo Nacional Centro de Arte Reina Sofía, Madrid), pueden entenderse como «objetos poéticos, de un sabor en ocasiones surrealista». Volvió también al modelado en arcilla o yeso. Realizó varios bustos y relieves retratando a Marie-Thérèse, como Busto de mujer (Marie-Thérèse) (Museo Picasso, París). Las formas y relieves redondeados tienen cierta cualidad sexual y los rasgos faciales parecen en ocasiones órganos genitales (la nariz como falo, la boca como vagina), que recuerdan a la escultura neolítica y la africana. Durante las vacaciones de verano en Juan-les-Pins, completó una serie de dibujos y grabados, líricos y eróticos, que formaron la base para los aguafuertes de la sección titulada «El estudio del escultor» de la Suite Vollard. También pintó varios oleos de pequeño formato de la Villa Chêne-Roc, donde se hospedaba. En otoño retornó a su trabajo escultórico

### El artista y la modelo
La polarización política se extendía por Europa; en España, se declaró la Segunda República, cuya constitución, pese a la libertades adquiridas, no consiguió un acuerdo en áreas claves con la derecha conservadora, profundamente implantada en las zonas rurales, y con la Iglesia católica, que fue despojada de las escuelas y subsidios públicos; en el resto de Europa se dio el auge de los gobiernos totalitarios, especialmente el fascismo en Alemania e Italia y el estalinismo en la Unión Soviética. Todo ello en el marco de una depresión económica a escala mundial.
El 25 de octubre de 1931 Picasso cumplió cincuenta años, y publicó Las metamorfosis de Ovidio, para Albert Skira, en Lausana, un total de quince aguafuertes a página completa y otros quince a media página que llevaba trabajando desde el año anterior. En esta serie de grabados Picasso remite a la simplicidad del dibujo clásico, describiendo con claridad los objetos y los seres, como hará en la Lisístrata de Aristófanes, publicada en 1934. El 12 de noviembre Ambroise Vollard publicó La obra maestra desconocida de Balzac, con trece aguafuertes de Picasso, en los que incide en el tema del artista y la modelo. En la novela, Balzac plantea el conflicto del artista entre completar la obra y alcanzar la perfección, que se refleja en el aguafuerte de la serie titulado Pintor y modelo tricotando, en el que el pintor transforma el prosaico motivo en una elegante caligrafía curvilínea.
En diciembre de 1931 pintó El escultor (Museo Picasso, París) sobre el tema del artista y la modelo, reveladora de la naturaleza de la relación entre Picasso y Marie-Thérèse; el escultor contempla el busto que ha creado, con el característico perfil clásico, mientras la modelo está sentada al fondo, subordinada al artista y la obra creada. Inició también una serie de retratos de Marie-Thérèse en un sofá, donde su joven amante sale de los márgenes para ocupar una posición central, de «imperturbable grandeza y seguridad». También pintó Mujer con estilete (Muerte de Marat), que tras la fuente histórica refleja el rencor creciente hacia los celos y la posesividad de Olga.
En marzo de 1932 culminó la serie de mujeres durmiendo con Joven delante del espejo (MoMA, Nueva York), donde se combinaban el contorneado negro y las formas orgánicas de los grandes bodegones de 1931 en una de las imágenes de Marie-Thérèse más simbólicas y «multievocativas» creadas por Picasso.
En junio se presentó una retrospectiva en las Galeries Georges Petit de París, con doscientas veinticinco pinturas, siete esculturas y seis libros ilustrados seleccionados por el propio Picasso, que abarcaban desde el periodo azul hasta sus últimos retratos de 1932. La reacción de la crítica no fue positiva, moviéndose entre la cautela y la negatividad. Parece ser que durante esta exposición Olga descubrió la existencia de Marie-Thérèse, lo que provocó «escenas incandescentes» de celos por su parte, aunque no se produjo el enfrentamiento entre ambas mujeres que Picasso temía. La exposición se repitió en septiembre en la Kunsthaus Zürich.
Mientras Olga y Pablo veraneaban en Juan-les-Pins, Picasso lo hacía en Boisgeloup con Marie-Thérèse, donde continuó trabajando en desnudos durmientes, escenas de playa y algunas esculturas de pequeño tamaño. También realizó varios dibujos de la serie de La Crucifixión de Grünewald. A su vuelta a París en otoño prosiguió con los retratos de Marie-Thérèse en un sofá y los dibujos sobre La Crucifixión de Grünewald. En octubre, Christian Zervos comienza la publicación de un catálogo razonado (París: Cahiers d'Art) de la obra de Picasso; entre 1932 y 1974 aparecieron veintiocho volúmenes, que comprenden más de 16 000 obras.

### El Minotauro
Aunque Picasso ya trató el tema en un collage de 1928, entre 1933 y 1938 se ubica el Periodo Minotauro de Picasso, en el que esta figura mítica aparece, junto con otros temas clásicos, repetidamente en su obra. Picasso encontró en la mujer torero una forma pictórica de reflejar sus conflictos con Marie-Thérèse y Olga, y en el Minotauro, la bestia consciente de su bestialidad, una personificación de su propio conflicto por dicha situación, su escisión entre el deseo y la responsabilidad moral. El primer número del Minotauro, con una portada de Picasso, apareció en mayo de 1933. Pasó las vacaciones de verano 1933 en Cannes con Olga y Pablo. En septiembre, pintó en Boisgeloup La muerte de un torero.
De junio a septiembre de 1934 hizo unas series de toros, pintados, dibujados y grabados. En agosto, viaja a España con Olga y Pablo, y fue a los toros en Burgos y Madrid. Visitó el Museo de Arte catalán en Barcelona. Hizo las esculturas: Femme au feuillage y Femme à l'orange. En la primavera de 1935, la galería de exposiciones Pierre expone los papiers collés. Grabó Minotauromaquia. Se separó de Olga en junio y en octubre nació Maya Picasso, su hija con Marie-Therese Walter.
Hizo los dibujos al agua y otros sobre el tema del Minotauro. Ese mismo año, al comienzo de la guerra civil española, fue nombrado director de Museo del Prado de Madrid. A principios de agosto, Picasso partió para Mougins y se reunió con Dora Maar.

## Guernica y pacifismo
En enero de 1937 el arquitecto catalán Josep Lluís Sert le pidió que colaborase con un gran mural para el pabellón de la Segunda República española de la Exposición Internacional de París. El gobierno electo del país se enfrentaba a una posible derrota durante la guerra civil española por los militares sublevados de Franco, apoyados por la Alemania nazi y la Italia fascista. La república tenía la esperanza de demostrar al mundo que eran ellos los que representaban al pueblo español y sus logros. Picasso, que en 1936 había aceptado la invitación del entonces presidente de la república Manuel Azaña de convertirse en director honorario del Museo del Prado en Madrid, se mostró reluctante en un principio, tanto por el tamaño del proyecto como porque nunca había aceptado antes un encargo con carácter propagandístico. Dora Maar encontró en febrero un estudio muy grande en el n.º 7 de la rue des Grands-Augustins, donde Picasso podía llevar a cabo el proyecto.
Ese mismo año realizó Sueño y mentira de Franco, dos grabados con un formato semejante al cómic o a las aleluyas españolas, con un total de dieciocho escenas, pensadas para ser reproducidas como estampas o postales, en las que denunciaba el golpe de Estado fascista y señalaba los crímenes de la guerra, describiendo a Franco como una figura malvada y grotesca. Picasso empezó a grabar estas imágenes el 8 de enero, por lo cual pudo idearlas a iniciativa propia, antes de recibir el encargo del Guernica. Terminaría las planchas en junio, y el conjunto se publicó a beneficio de la república, junto con un poema escrito por él (Fandango de lechuzas).

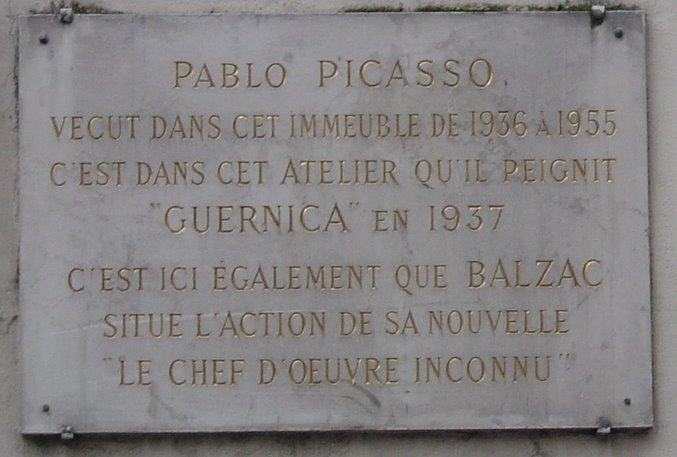
Placa en el hotel de la Rue des Grands-Augustins (París). «Pablo Picasso vivió en este inmueble de 1936 a 1955. En este estudio pintó 'Guernica' en 1937.
Igualmente aquí Balzac sitúa la acción de su novela 'Le Chef d'Oeuvre inconnu'».

El 26 de abril de 1937 se produjo el bombardeo de Guernica por parte de la Legión Cóndor alemana a petición de Franco. Picasso, que hasta entonces no tenía muy claro el tema para el cuadro, se inspiró en este hecho para desarrollar el mural del pabellón de la Segunda República, y se embarcó el 1 de mayo en la creación de una de sus obras más famosas: Guernica (Museo Nacional Centro de Arte Reina Sofía, Madrid), que fue finalmente expuesto en el Pabellón de España en la Exposición Internacional. Dora Maar fotografió el proceso y los distintos estadios del cuadro, que Picasso finalizaría a principios de junio. El cuadro simboliza todo el horror de la guerra y la tragedia de la muerte de muchas víctimas inocentes.
También en contra de la guerra, con motivo de su adhesión al Consejo Mundial de la Paz pintó el famoso La paloma de la paz en 1949. Recibió el premio internacional de la paz en 1955.
De octubre a diciembre de 1937, pintó La mujer que llora (París, Museo Picasso). Después en 1938, hizo un gran collage, Les Femmes à leur toilette (París, Musee National d'Art Moderne). En julio de 1938, va a Mougins con Dora Maar. En julio de 1939 fue con Dora Maar a vivir con Man Ray en Antibes, donde hizo Pêche de nuit à Antibes (Museo de Arte Moderno de Nueva York). A partir de septiembre de 1939 hasta principios de 1940, pintó en Royan el cuadro Séquence de femmes au chapeau.
En 1941 escribió una obra de teatro de estilo surrealista, El deseo atrapado por la cola, del que hizo una lectura en marzo de 1944 en casa de Michel Leiris con sus amigos Simone de Beauvoir, Jean-Paul Sartre, Albert Camus, Louise Leiris y Pierre Reverdy entre otros. La obra se estrenó finalmente en julio de 1967. También escribió otras dos obras literarias: Las cuatro niñas en 1947 y El entierro del Conde Orgaz en 1970, el prólogo del cual lo realizó el poeta Rafael Alberti.
Entre 1942 y 1943 realizó el ensamblaje, Cabeza de toro (París, Museo Picasso), La Aubade (París, Musee National d'Art Moderne), L'Homme au mouton (París, Museo Picasso).
Conoció a Françoise Gilot en mayo de 1943.

## Compromiso con el Partido Comunista
Tras el final de la Segunda Guerra Mundial, sus cuadros se volvieron más optimistas, más alegres, mostrando, como el título de una serie de 1946, La alegría de vivir que se sentía entonces. Picasso vive con Marie-Therese durante la insurrección de París en agosto de 1944. Se incorporó en octubre al Partido Comunista Francés y también en octubre abrió el Salón de Otoño y la retrospectiva de Picasso. El Osario (Nueva York, Museo de Arte Moderno) lo pintó en abril y mayo de 1945 a partir del recuerdo del descubrimiento en diciembre de 1944, del cuerpo de su amigo ajusticiado, el joven poeta surrealista Robert Rius.
Picasso partió con Dora Maar hacia Cap d'Antibes en julio, y el 26 de noviembre Françoise volvió a convivir con Picasso. Finalizada la guerra, el entorno de amistades de Picasso estaba compuesto por artistas e intelectuales comunistas, lo que marcó en cierto sentido al menos una parte de su obra entre 1946 y 1953.

## Período de Vallauris

### Vallauris y la cerámica

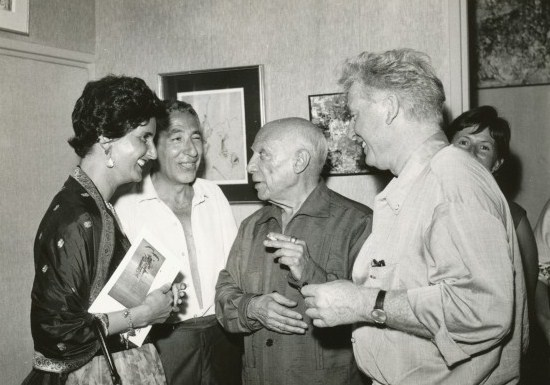
Picasso en 1962, con (de izquierda a derecha) Soshana, André Verdet y Édouard Pignon, durante la inauguración de la exposición de la pintora austriaca en el palacio Grimaldi de Antibes.

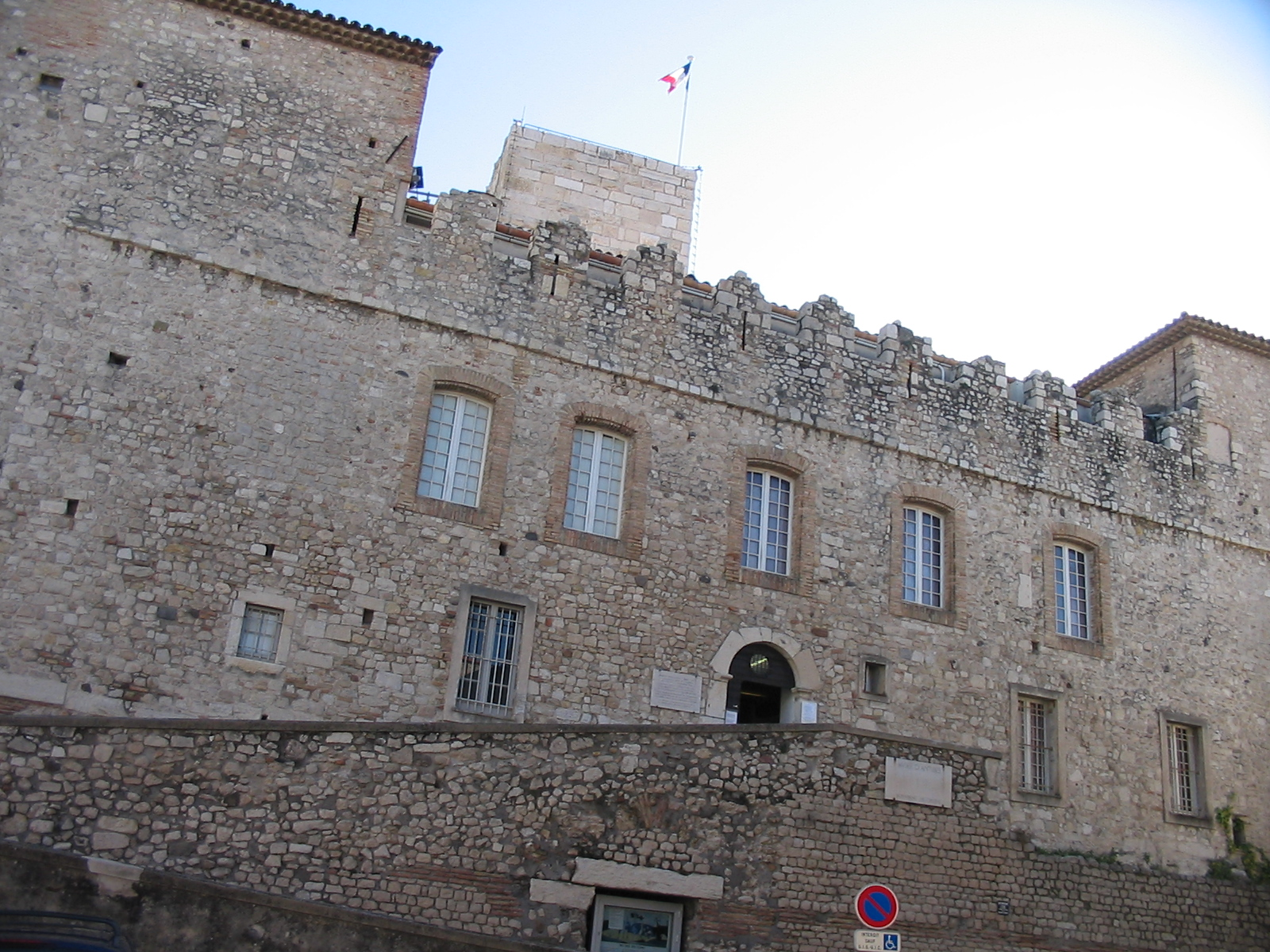
Palacio Grimaldi en Antibes, sede del Museo Picasso de la ciudad.

En 1946, Picasso y Françoise se fueron a vivir a Golfe-Juan, visitó a Matisse en Niza. A primeros de julio marchó a Ménerbes (Vaucluse) con Françoise, a la casa que había dado a Dora Maar. Recibía cartas a diario de Marie-Thérèse. Françoise estaba a disgusto y se marchó a las tres semanas en autostop a Marsella, con unos amigos; Picasso la encontró en el camino y le pidió que volviera, sugiriendo que tuvieran un hijo. Visitaron Vallauris, donde modeló tres piezas de cerámica en el taller de alfarería Madoura, de Georges Ramié. A su retorno a Golfe-Juan en agosto, Françoise estaba embarazada. Picasso había conocido a Romual Dor de la Souchère, conservador del Museo de Antibes, en el Palacio Grimaldi, pero él prefiere decorar el museo; entre septiembre y octubre pintó veintidós paneles para el palacio, que más tarde sería Museo Picasso de Antibes, con temas marinos y composiciones mitológicas. Los estudios de faunos y figuras clásicas culminaron en el tríptico La joie de vivre (Pastorale) (Musée Picasso, Antibes), título que tomó prestado de su amigo Matisse, para un cuadro que refleja la felicidad que compartía en aquella época con Françoise. En octubre coincidió durante la primera edición del Festival de Cine de Cannes con Breton, recién retornado del exilio en Estados Unidos. Breton, que se había negado en agosto a saludarle cuando coincidieron en Golfe-Juan, desairó de nuevo a Picasso por su afiliación al Partido Comunista; no volvieron a verse nunca más. Este gesto fue preludio a la ruptura violenta entre los surrealistas y el Comunismo desde 1947.

### Nacimiento de Claude
En 1947 trabajó naturalezas muertas con el tema búho en una silla, y grabados de faunos, centauros y bacantes, siguiendo la temática del verano en Antibes; a finales de enero, finalizó el óleo Monumento a los españoles muertos por Francia (Museo Nacional Centro de Arte Reina Sofía, Madrid), que inició a finales de 1945. En febrero inició la serie de cuarenta y un aguafuertes y aguatintas para la edición de Luis de Góngora y Argote: Vingt Poèmes (Veinte poemas), publicado en París por Les Grands en 1949. A finales de marzo hizo varias litografías sobre el David y Betsabé de Lucas Cranach el Viejo (1472-1553).
El 15 de mayo nació en París su hijo Claude, nombre que decidió Françoise en honor de Claude Gillot, maestro de Watteau. La pareja pasaba cada vez menos tiempo en el estudio de París y más en Golfe-Juan, donde se trasladaron con el niño a finales de junio; en agosto volvió a visitar el taller de cerámica de Georges Ramié en Vallauris, e inició una intensa producción, alrededor de dos mil piezas entre octubre de 1947 y 1948, introduciendo innovaciones formales, técnicas y colorísticas que condujeron a una revitalización de la industria cerámica de la ciudad, que declinaba desde la Primera Guerra Mundial. En pintura y grabado realizó unas pocas obras tan solo hasta final de año; siguió el trabajo sobre los grabados para los Vingt Poèmes de Góngora, algunos retratos de Françoise y naturalezas muertas. En diciembre realizó los escenarios para Oedipus Rex, de Sófocles, dirigida por Pierre Blanchar.

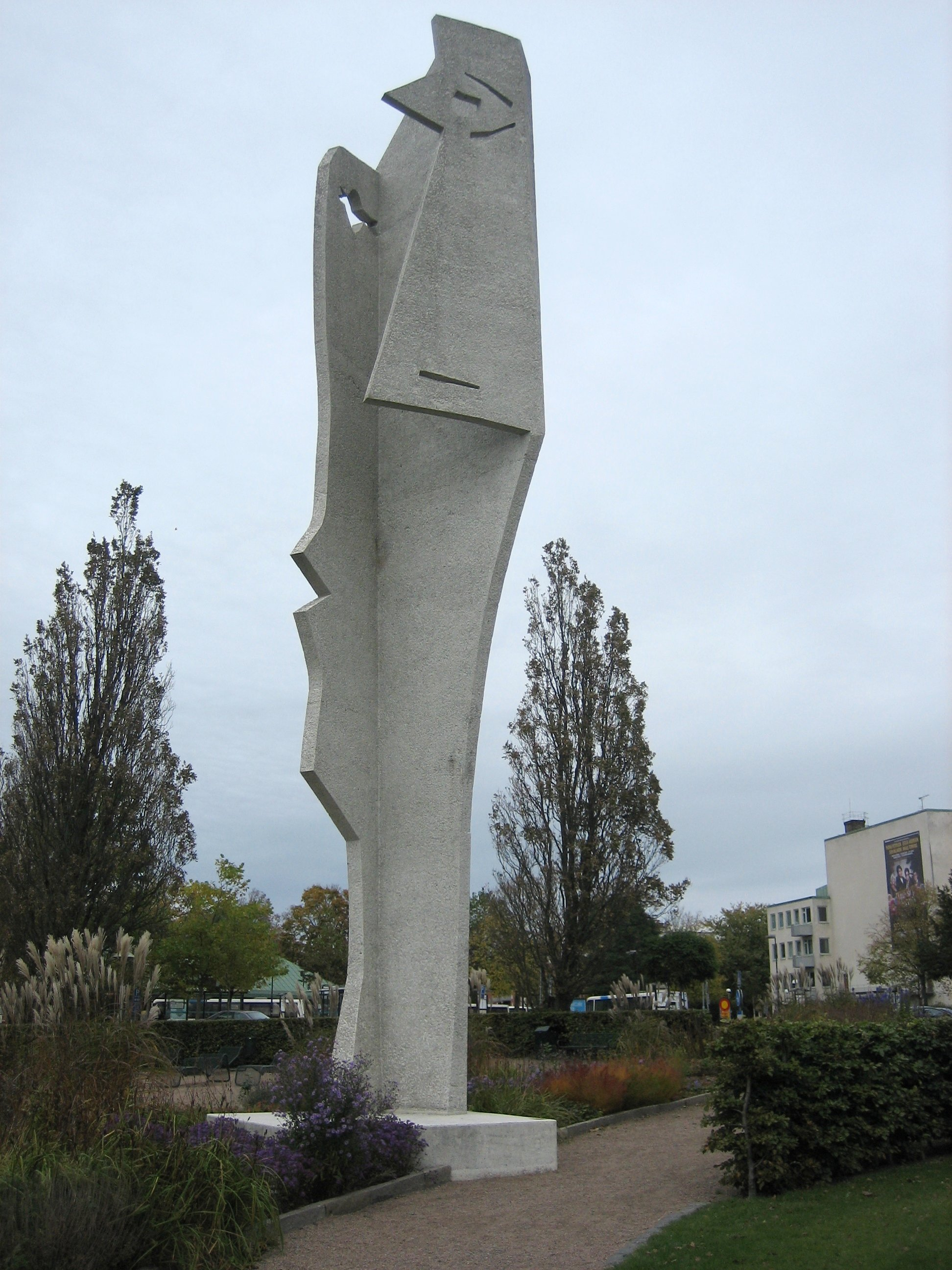
Female head por Picasso en Halmstad, Suecia.

#### La Galloise, Vallauris
En la primavera de 1948 Picasso y Françoise abandonaron el apartamento que ocupaban en Golfe-Juan, y Picasso inició en mayo la realización de una serie de treinta y ocho grabados y cuatro aguatintas para ilustrar Carmen, de Próspero Mérimée (París, La Bibliothèque Française), que finalizaría en noviembre. En el verano se mudaron a una pequeña casa llamada La Galloise, en las colinas que rodean Vallauris. Françoise estableció un diálogo artístico abierto con Matisse, a través de correspondencia y de las visitas que realizaban al artista. Picasso finalizó el poema en seis actos Les Quatre Petites Filles, que empezó a escribir en noviembre de 1947. El 25 de agosto Picasso fue al Congreso de Intelectuales por la Paz en Breslavia, regresando a Vallauris a mediados de septiembre. En octubre volvió a su estudio en París, con Françoise de nuevo embarazada. Comenzó a trabajar el tema de la mujer-flor y varias naturalezas muertas. Pintó dos versiones de La Cuisine (La cocina), uno se encuentra en el Museo Picasso de París y el otro en el MoMA de Nueva York, composiciones lineales construidas mediante ritmos y líneas de fuerza, con un uso escaso del color. En diciembre realizó varios retratos de su hijo Claude, e imprimió veintisiete modelos de Femme assise dans un fauteuil, serie en la que Françoise luce un abrigo que Picasso le trajo de Polonia, y que continuó durante enero de 1949. También continuó trabajando en naturalezas muertas con crustáceos; Nature morte au poron (Naturaleza muerta con porrón, Galerie Fabien Boulakia), Le grand homard rouge (El gran bogavante rojo, colección privada).

### Paloma

Picasso en Milán en 1953. Foto de Paolo Monti.

En febrero de 1949 Louis Aragon acudió al estudio parisino de Picasso a seleccionar un dibujo para el cartel del Congreso Mundial de Partisanos por la Paz que había de celebrarse en París en abril del mismo año. La colombe, un dibujo a lápiz azul sobre papel, fue el motivo escogido por Aragon, y la imagen fue conocida rápidamente como La paloma de la paz.
En marzo inició una serie de cuadros de Françoise sentada, con el título Femme assise (Mujer sentada). En primavera volvió brevemente a Vallauris y compró una fábrica de esencias abandonada para usarla como estudio, y utilizó algunas habitaciones para almacenar su trabajo en cerámica. También comenzó a recolectar objetos y cachivaches, que posteriormente reutilizaría en distintas piezas. Intensificó su trabajo en escultura, que había reanudado en el año anterior: Femme enceinte (Mujer embarazada) figura una forma femenina a partir de una vara de metal larga, a la que añadió dos brazos arriba y dos piernas abajo, y un vientre hinchado con dos pequeños pechos en el centro. Realizó de nuevo una serie de obras inspiradas en cuadros de Lucas Cranach el Viejo: las litografías Vénus et l'Amour (Cranach) (Venus y Amor (Cranach)); Jeune fille inspirée par Cranach (Muchacha inspirada por Cranach), propiedad de Christie's y David et Bethsabée (Cranach) VII (David y Betsabé (Cranach) VII), del Museo Picasso de París. Las variaciones de Picasso sobre el David y Betsabé de Cranach tuvieron su origen en una reproducción en blanco y negro del catálogo de una exposición de 1937 sobre el artista realizada en Berlín, que Kahnweiler le había regalado.

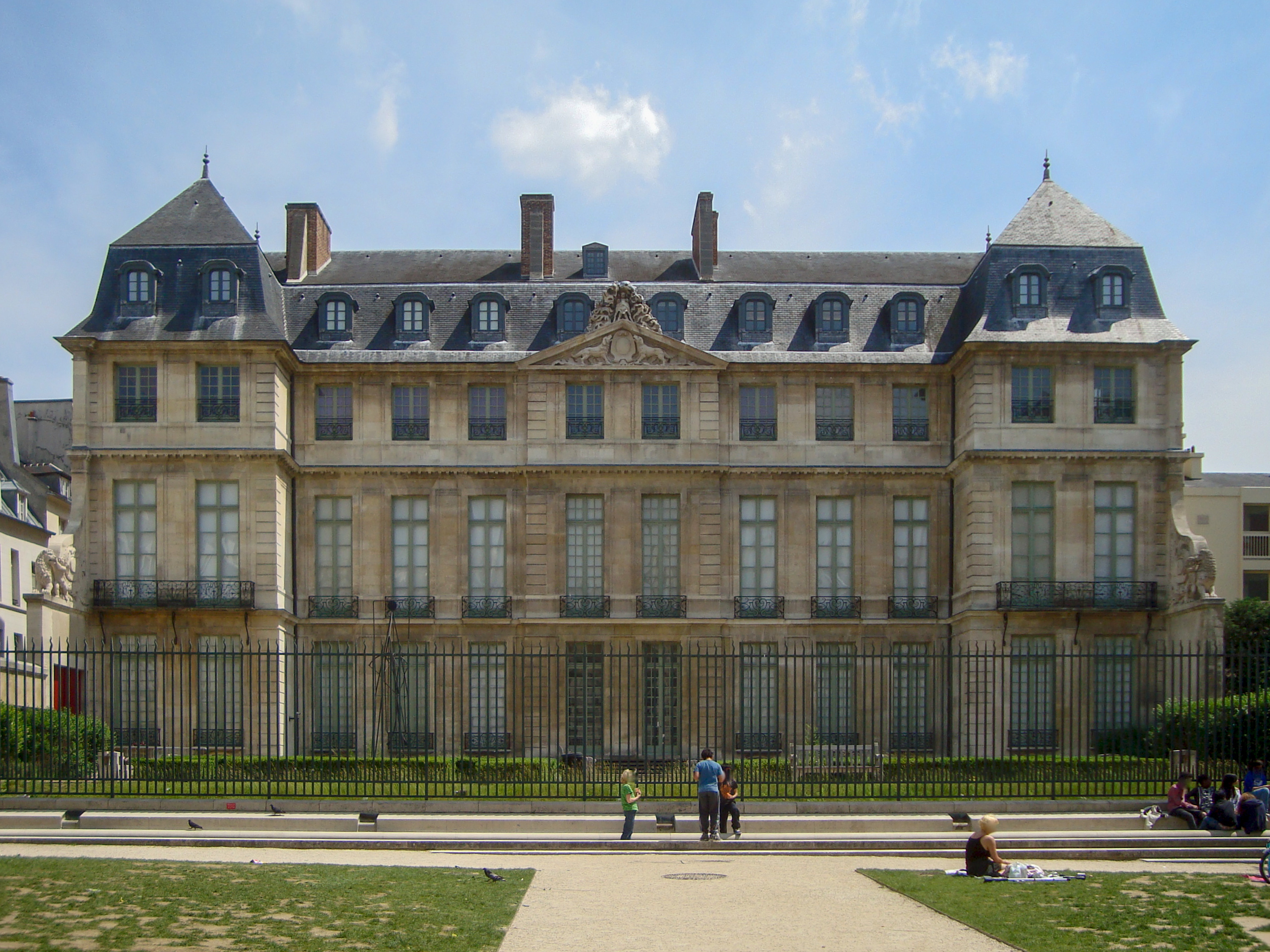
La ubicación del Museo Picasso (París) en el Hotel Salé fue decidida en 1974. El fondo de obras se nutrió básicamente de la donación producida a la muerte del artista por sus sucesores, como intercambio por los impuestos derivados de la herencia. El museo fue abierto al público en 1985.

El 19 de abril de 1949 nació su segunda hija, el día de la apertura del Congreso por la Paz, y decidió llamarla Paloma en honor al símbolo que creó para los carteles que aparecían por todas las calles de París.
Tras el parto, Françoise retomó su trabajo como pintora, y Kahnweiler le ofreció un contrato para ser su marchante en exclusiva. Picasso volvió su interés hacia la pintura, dejando un poco de lado la cerámica y centrando su inspiración en sus hijos Claude y Paloma.
La familia retornó a Vallauris en otoño, y Picasso, perdido un poco el interés por la cerámica, volvió a la pintura y la escultura de un modo más concentrado, realizando varios bronces, algunos de motivos africanos. Durante el año siguiente la escultura ocupó la mayor parte de su tiempo.
El 6 de agosto de 1950 Laurent Casanova inauguró la exposición L'Homme au mouton en Vallauris. Picasso hizo La cabra, La mujer del cochecito y Niña saltando a la cuerda. El 15 de enero de 1951, pintó Masacre en Corea. En 1952, dibujó La guerra y La paz para decorar la capilla de Vallauris, escribió una segunda obra de teatro: Les Quatre Petites Filles.
En abril de 1954 hizo los retratos de Sylvette David. En diciembre comenzó la serie de variaciones sobre Las mujeres de Argel de Delacroix. Se instaló en mayo de 1955 con Jacqueline Roque en la villa La California en Cannes. En junio, se celebró una retrospectiva en el Museo de Artes Decorativas. Durante el verano trabajó con Henri-Georges Clouzot para la película Picasso Mystère.
En 1956 realizó Los Bañistas, esculturas en madera (Stuttgart, Staatsgalerie) que después fueron esculpidas en bronce. Pintó El taller de la California. El 17 de agosto de 1957 empezó a trabajar en una serie de 58 interpretaciones sobre Las Meninas (Barcelona, Museo Picasso). El 29 de marzo de 1958 se presentó la decoración para la Unesco: La caída de Ícaro. En septiembre, Picasso compró el castillo de Vauvenargues y pintó La bahía de Cannes.
Se casó con Jacqueline en Vallauris el 2 de marzo de 1961, y en junio se trasladó a Notre-Dame-de-Vie en Mougins (cerca de Cannes). Hizo: La Femme aux bras écartés, La silla, La mujer y los niños, Los Futbolistas. En noviembre de 1962 pintó El rapto de las sabinas del cual una versión está en el Museo Nacional de Arte Moderno de París. La inauguración de la retrospectiva en el Grand Palais y en el Petit Palais tuvo lugar el 19 de noviembre de 1966.
En enero de 1970, el Museo Picasso de Barcelona recibió la donación de las obras conservadas por su familia. Una exposición suya tuvo lugar en el Palacio de los Papas de Aviñón de mayo a octubre. En abril de 1971 la Galería Louise Leiris expuso 194 dibujos realizados entre el 15 de diciembre de 1969 y 12 de enero de 1971. Nueva exposición en la galería Louise Leiris en enero de 1973, mostrando los 156 aguafuertes realizados entre fines de 1970 y marzo de 1972.

### Museos y exposiciones
- Fundación Picasso, Museo Casa Natal
- Fundació Palau, que alberga un importante fondo de obras de Picasso coleccionadas por Josep Palau i Fabre.

### Otros enlaces de interés
- Sitio oficial de la sucesión de Picasso (en español)
- Biografía en vídeos (entrevista, pintando...)
- Picasso en el Metropolitan Museum of Art de Nueva York (en inglés)
- Pablo Picasso en Artcyclopedia, con enlaces a museos y exposiciones en todo el mundo (en inglés)
- Obra de Picasso (en inglés)
- Galleryofart: Pablo Picasso (en inglés)
- Rey Picasso Excelente banco de imágenes de la obra del artista.
- Pablo Picasso: Biografía
- Pablo Picasso: Toros dibujados con luz
- Pablo Picasso: el artista que hizo del siglo XX una obra propia Archivado el 17 de febrero de 2009 en Wayback Machine.
- El desnudo en la obra de Picasso
- El Picasso salvaje, pistolero y ladrón (enlace roto disponible en Internet Archive; véase el historial, la primera versión y la última).
- Pablo Picasso en Museo Picasso en Málaga
- Biografías Pablo Picasso en YouTube.
- Picasso y los animales. Boletín "Ciencia veterinaria". Año XVII. Madrid - España, 1 de diciembre de 1956 - 398-400 pp.
- Esta obra contiene una traducción  derivada de «Picasso» de Wikipedia en francés, publicada por sus editores bajo la Licencia de documentación libre de GNU y la Licencia Creative Commons Atribución-CompartirIgual 4.0 Internacional.

| Predecesor: Ramón Pérez de Ayala | Director del Museo del Prado 1936 – 1939 | Sucesor: Fernando Álvarez de Sotomayor |

- Datos: Q5593
- Multimedia: Pablo Picasso / Q5593
- Citas célebres: Pablo Picasso